# Concours Eurovision de la chanson 2019
Vous lisez un « bon article » labellisé en 2019.
Dare to Dream
- Pays participants qualifiés pour la finale
- Pays participants éliminés en demi-finale
- Pays ayant participé dans le passé

Lisbonne 2018 Rotterdam 2020 (annulé)
Rotterdam 2021
Le Concours Eurovision de la chanson 2019 est la 64e édition du concours. Il a lieu les 14, 16 et 18 mai 2019 à Expo Tel Aviv à Tel Aviv, en Israël, à la suite de la victoire de Netta lors de l'édition 2018, avec la chanson Toy. C'est la troisième fois que le pays accueille l'Eurovision, après les éditions 1979 et 1999. Quarante-et-un pays participent à cette édition dont le slogan est Dare to Dream (en français Osez rêver).
Les Pays-Bas remportent cette édition avec la chanson Arcade interprétée par Duncan Laurence, avec un total de 498 points. C'est la cinquième victoire du pays à l'Eurovision, la dernière étant en 1975. L'Italie arrive en deuxième position avec 472 points. La Russie termine troisième avec 370 points. La Suisse et la Suède complètent le Top 5.
En raison de la politique d'Israël à Gaza et en Cisjordanie, plusieurs organisations et personnalité appellent au boycott de cette édition.

## Préparation du concours
À la suite de la victoire israélienne au concours 2018, l'édition 2019 a lieu en Israël. Les préparations commencent dès la conférence de presse de victoire de Netta, dans la nuit du 12 au 13 mai 2018, lorsque Jon Ola Sand remet aux représentants du diffuseur israélien KAN les premiers documents concernant l'organisation de l'événement. Le pays accueille l'Eurovision pour la troisième fois, après les éditions 1979 et 1999, toutes deux tenues à Jérusalem.

### Lieu

#### Critères d'accueil
Le 11 juillet 2018, le diffuseur israélien KAN, qui accueille pour la première fois l'Eurovision à la suite de la disparition de l'IBA en 2017, publie les critères d'accueil que la ville hôte devra respecter :
- la salle où se tiendra le concours doit pouvoir accueillir entre 8 000 et 12 000 spectateurs ;
- elle doit impérativement avoir un toit ;
- un centre de presse pouvant accueillir au moins 1 550 personnes est requis ;
- la ville doit avoir au moins 3 000 chambres d'hôtel disponibles ;
- les répétitions doivent pouvoir avoir lieu les week-ends.

#### Candidatures préliminaires
La municipalité de Jérusalem montre rapidement un grand intérêt pour l'accueil de l'événement et propose dès le 13 mai 2018 que l'édition 2019 se tienne à la Pais Arena ou au stade Teddy. Le maire de Tel Aviv déclare le même jour que sa ville ne soumettra pas de candidature pour accueillir l'Eurovision,. Plus tard, il est expliqué que cette annonce a été faite par respect pour le gouvernement israélien afin de le laisser décider et que Tel Aviv est prête à être hôte si Jérusalem n'est pas choisie.
Le 16 mai, le maire de la ville de Petah Tikva annonce l'intérêt de la ville à accueillir l'Eurovision 2019. Cependant, la ville ne possède pas de salle suffisamment grande pour l'événement. Le 10 juin, deux nouvelles villes annoncent être intéressées par l'accueil du concours : Haïfa et Eilat. Cependant, comme Petah Tikva, la seconde ne possède pas d'infrastructures suffisamment importantes pour accueillir l'événement et une salle devra être construite si la ville est sélectionnée. Le 19 juin, une rencontre entre le Groupe de Référence de l'UER et le diffuseur israélien KAN a lieu à Genève, au siège de l'UER, afin de commencer les préparatifs. Après cette rencontre, Israël est officiellement confirmé comme pays hôte de l'édition 2019 du concours — des rumeurs circulent alors indiquant que l'Autriche, arrivée 3e en 2018 et ayant accueilli l'édition 2015 sera désignée comme pays hôte. Au terme de cette même rencontre, KAN et l'UER annoncent que la ville hôte et les dates de l'Eurovision seront annoncées au mois de septembre 2018.

#### Candidatures officielles
| \| 50 km1:3 953 000 Ville hôte Ville candidate \| Eilat Jérusalem Tel Aviv |
| 50 km1:3 953 000 Ville hôte Ville candidate                                |

| 50 km1:3 953 000 Ville hôte Ville candidate |

Le 24 juin 2018, le diffuseur israélien ouvre officiellement le processus de sélection de la ville hôte, invitant les villes de Eilat, Haïfa, Jérusalem et Tel Aviv — ayant été présélectionnées — à soumettre une candidature. De plus, si le gouvernement israélien s'est largement exprimé sur l'accueil du concours et notamment sur la candidature de Jérusalem, très controversée, il est clarifié qu'aucune intervention politique n'aura lieu durant le processus. La période officielle de dépôt des candidatures est ouverte jusqu'au 17 juillet. Quelques jours après l'annonce de cette présélection, le 26 juin, la ville de Massada déclare vouloir déposer une candidature pour l'accueil de l'événement.
Finalement, il est confirmé le 24 juillet que les villes de Haïfa et Massada n'ont pas soumis de candidature au diffuseur israélien. Ainsi, seules Eilat, Jérusalem et Tel Aviv restent en lice pour la sélection. Le 30 août, le diffuseur KAN annonce que le dossier de candidature de la ville d'Eilat n'est pas retenu. Le 13 septembre 2018, l'UER et KAN annoncent que l'Eurovision 2019 aura lieu au Pavillon 2 d'Expo Tel Aviv à Tel Aviv.
| Ville                     | Lieu                       | Notes                                                                                            |
| Ville hôte                | Ville hôte                 | Ville hôte                                                                                       |
| ------------------------- | -------------------------- | ------------------------------------------------------------------------------------------------ |
| Tel Aviv                  | Expo Tel Aviv (Pavillon 2) | —                                                                                                |
| Candidatures non-retenues |                            |                                                                                                  |
| Eilat                     | Hangars sur un port        | La proposition vise à connecter deux hangars en un hall, répondant ainsi aux exigences de l'UER. |
| Jérusalem                 | Jerusalem Arena            | —                                                                                                |

### Organisation

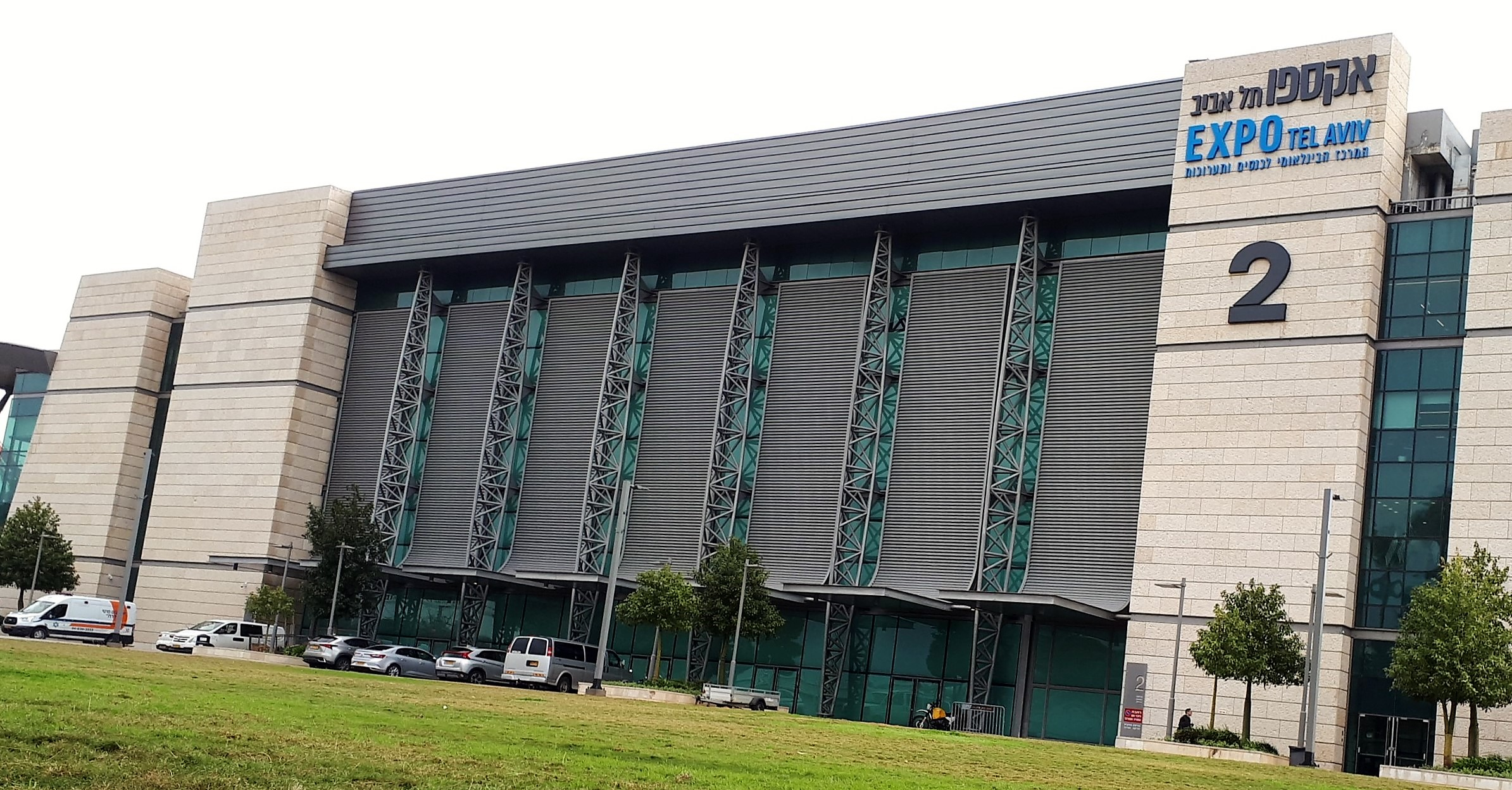
Le pavillon 2 d'Expo Tel Aviv accueille la 64e édition du concours.

L'organisation du Concours Eurovision 2019 rencontre, à la fin du mois de juillet 2018, un problème de taille. En effet, le diffuseur israélien KAN annonce le 26 juillet 2018 ne pas avoir la somme de 12 M€ demandée par l'UER comme garantie d'accueil. La direction de KAN prévient alors les autorités gouvernementales — y compris le Premier Ministre Benyamin Netanyahou — qui ont pourtant déjà refusé d'augmenter le budget du diffuseur. Benyamin Netanyahou annonce, par la suite, que KAN devra se contenter de son budget annuel et déjà alloué de 750 M₪ — soit environ 178 M€ — pour la totalité de la production du concours, estimée à 35 M€, et pour toutes ses autres dépenses. Initialement, la garantie doit être versée avant le 31 juillet 2018, mais l'UER étend finalement le délai jusqu'au 14 août 2018. Le 13 août 2018, KAN, n'ayant toujours pas obtenu d'accord avec le gouvernement israélien quant au versement des fonds, menace d'abandonner son droit d'accueil et d'organisation de l'Eurovision. Dans une lettre à Benyamin Netanyahou, le diffuseur indique : « Après le 14 août 2018, il n'y aura pas de retour possible car c'est un point critique après lequel l'Eurovision 2019 ne pourra pas avoir lieu en Israël ». Quelques heures plus tard, le Premier ministre répète n'avoir aucune intention de financer l'événement, précisant une fois encore que le budget annuel de KAN est suffisant. Répondant au diffuseur, il annonce également que s'il ne paie pas, la Knesset — le Parlement israélien — fermera définitivement KAN. Dans ce contexte tendu, l'UER déclare alors travailler étroitement avec le diffuseur israélien de manière que la garantie soit payée. Il est cependant précisé que des plans de secours existent dans le cas où Israël ne pourrait finalement pas accueillir. Finalement, le 15 août 2018, lendemain de la date limite, il est confirmé que le paiement sera fait, après qu'un accord a été trouvé avec le gouvernement. KAN paiera donc la garantie et, si des circonstances indépendantes du diffuseur — catastrophes naturelles, guerre, pression politique du groupe BDS, etc. — empêchent le concours de se tenir en Israël, le Ministère des Finances la remboursera.
Il est finalement confirmé le 13 septembre 2018 que l'Eurovision aura lieu en Israël, à Tel Aviv, les 14, 16 et 18 mai 2019.

### Partenaires
L'Eurovision 2019 se déroule en partenariat avec plusieurs entreprises. Le sponsor principal est l'entreprise israélienne MyHeritage. Outre cette dernière, les entreprises Osram et Riedel Communications sont une fois de plus partenaires du concours, tandis qu'un nouveau partenariat se forme avec Nexway.

### Présentateurs

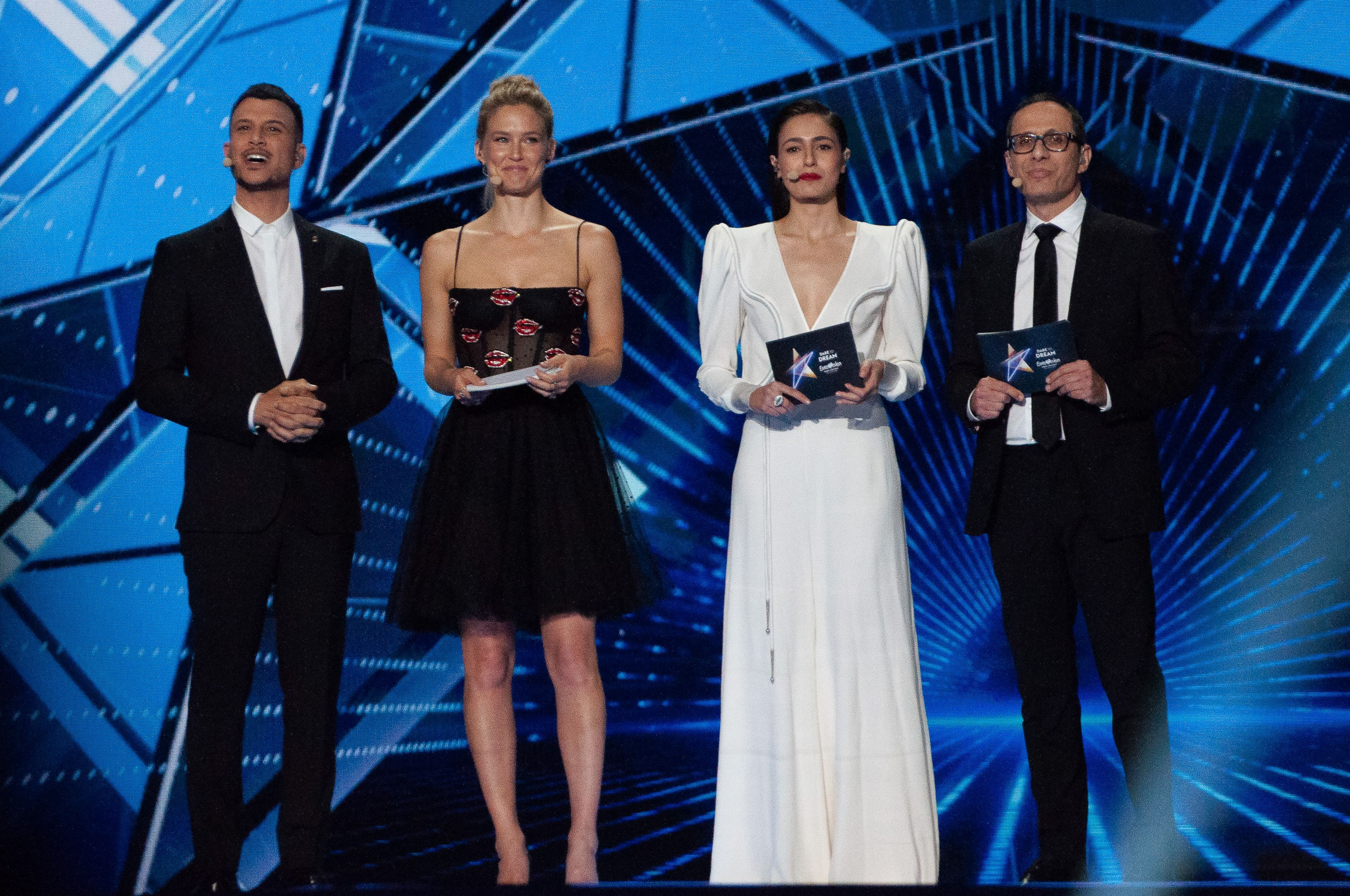
Assi Azar, Bar Refaeli, Lucy Ayoub et Erez Tal.

Le 25 janvier 2019, l'UER et le diffuseur KAN annoncent le nom des quatre présentateurs de cette édition. Il s'agit de deux femmes et deux hommes : Bar Refaeli, mannequin et présentatrice de télévision — notamment Million Dollar Shooting Star et The X Factor Israel — ; Erez Tal, producteur et présentateur de télévision, il a présenté la version israélienne de Big Brother et commenté de l'Eurovision 2018 ; Assi Azar, également présentateur de télévision, et notamment de la version locale de Rising Star ; et Lucy Ayoub, youtubeuse et porte-parole d'Israël lors de l'Eurovision 2018.

### Slogan et identité visuelle
Le 28 octobre 2018, le diffuseur  KAN révèle le slogan de l'édition : Dare to Dream (en français Ose rêver). Selon le superviseur exécutif du concours, Jon Ola Sand, le slogan « représente tout ce qu'est l'Eurovision. L'inclusion. La diversité. L'unité ».
Le 27 décembre 2018, l'UER présente au public le design de la scène, créé par Florian Wieder — également créateur des designs de celles des Concours 2011, 2012, 2015, 2017 et 2018 —. Elle représente un diamant constitué de plusieurs centaines de triangles,.
Finalement, le logo de cette édition 2019 est présenté le 8 janvier 2019. Inspiré du design de la scène de Florian Wieder, il représente trois triangles se superposant pour former une étoile. Selon le diffuseur israélien KAN : 

« Le triangle, une des formes les plus vieilles au monde, est un symbole fondamental trouvé universellement dans l'art, la musique, la cosmologie et la nature. Quand les triangles se joignent et se combinent, ils deviennent une nouvelle entité qui reflète le ciel étoilé infini, alors que les stars du futur se réunissent à Tel Aviv pour l'Eurovision 2019. »

Les variations du logo du concours 2019.

Jon Ola Sand, exprime également sa satisfaction pour le logo, qui selon lui « complète parfaitement le fantastique décor angulaire créé par Florian Wieder. ». Deux logos secondaires ont également été créés, utilisant d'autres couleurs que le bleu.

## Concours

### Liste des participants
La liste des participants est publiée le 7 novembre 2018. Elle indique la participation de quarante-deux pays. Cette édition voit le retrait de la Bulgarie en raison de problèmes financiers. Le 27 février 2019, l'Ukraine annonce également son retrait en raison de la controverse entre la gagnante de la sélection du pays, Maruv, et le diffuseur ukrainien. Le diffuseur n'ayant pas trouvé de remplaçant, il décide finalement de se retirer, réduisant le nombre de participants à quarante et un.
Par ailleurs, plusieurs pays annoncent leur non-participation. En Turquie, Ibrahim Eren, directeur général du diffuseur TRT, indique lors d'une conférence que le retour à l'Eurovision n'est pas considéré, précisant : « Nous avons des raisons, entre autres le système de vote. En tant que diffuseur public, nous ne pouvons pas non plus diffuser en direct à 21 heures — alors que les enfants sont encore debout — un Autrichien barbu qui porte une robe, qui ne croit pas aux genres et dit qu'il est à la fois un homme et une femme. » Il déclare ensuite que l'Eurovision a dévié de ses valeurs et que la Turquie ne reviendra au concours que s'il retrouve des valeurs correspondant à celles du diffuseur.
Au Kosovo, le diffuseur RTK demande en effet son adhésion à l'UER en juin 2018, pour un vote décisionnel initialement prévu en décembre de la même année mais finalement reporté à juin 2019, rendant une participation en 2019 impossible. Le diffuseur liechtensteinois 1FLTV annonce, pour sa part, prévoir de débuter en 2019, ayant déjà ses plans de sélection prévus,. Cependant, le diffuseur ne dépose finalement pas demande d'adhésion à l'UER en raison du décès soudain de son directeur Peter Kölbel. Le projet de participation à l'Eurovision est alors interrompu. De plus, l'UER annonce n'avoir pas l'intention d'inviter le Kazakhstan malgré l'intérêt qu'a montré le diffuseur et sa participation au Concours junior.
Les diffuseurs andorran, bosnien, luxembourgeois et slovaque renoncent à un retour pour des raisons financières. Monaco annonce sa non-participation sans citer de raisons. Enfin, l'absence du Maroc n'est confirmée que lors de la publication de la liste des participants.

### Tirage au sort des demi-finales

Pays participant à la première demi-finale
Pays pré-qualifié votant dans la première demi-finale
Pays participant à la deuxième demi-finale
Pays pré-qualifié votant dans la deuxième demi-finale

Pour répartir les pays dans les différentes demi-finales, un tirage au sort a lieu. Lors de celui-ci, les pays qualifiés d'office pour la finale — Israël, pays hôte, ainsi que les cinq principaux contributeurs financiers de l'UER : l'Allemagne, l'Espagne, la France, l'Italie et le Royaume-Uni — tirent, pour leur part, la demi-finale durant laquelle ils auront le droit de vote.
Préalablement au tirage, le diffuseur suisse SRF demande de pouvoir participer lors de la deuxième demi-finale, ce qui lui est accordé.
Le tirage a lieu le 28 janvier 2019 et est en fonction des lots suivants, basés sur les tendances des votes lors des concours précédents :
| Lot 1                                                                    | Lot 2                                                       | Lot 3                                                              | Lot 4                                                            | Lot 5                                                          | Lot 6                                                        |
| ------------------------------------------------------------------------ | ----------------------------------------------------------- | ------------------------------------------------------------------ | ---------------------------------------------------------------- | -------------------------------------------------------------- | ------------------------------------------------------------ |
| - Albanie - Croatie - Macédoine du Nord - Monténégro - Serbie - Slovénie | - Danemark - Estonie - Finlande - Islande - Norvège - Suède | - Arménie - Azerbaïdjan - Biélorussie - Géorgie - Russie - Ukraine | - Australie - Irlande - Lettonie - Lituanie - Pologne - Portugal | - Autriche - Belgique - Hongrie - Pays-Bas - Tchéquie - Suisse | - Chypre - Grèce - Malte - Moldavie - Roumanie - Saint-Marin |

### Artistes de retour
L'édition 2019 voit cinq artistes ayant déjà participé prendre part à nouveau au concours.
| Pays              | Artiste         | Année(s) précédente(s)              |
| ----------------- | --------------- | ----------------------------------- |
| Hongrie           | Joci Pápai      | 2017                                |
| Macédoine du Nord | Tamara Todevska | 2008                                |
| Russie            | Sergueï Lazarev | 2016                                |
| Saint-Marin       | Serhat          | 2016                                |
| Serbie            | Nevena Božović  | 2013 (en tant que membre de Moje 3) |

On peut noter également que la chanteuse serbe Nevena Božović, a aussi participée en 2007 à l'édition junior du concours.

### Cartes postales
Les cartes postales, sur le thème « Danser Israël », sont censées mettre en valeur la beauté d'Israël. Dans celles-ci, les participants vont ainsi danser dans différents lieux du pays. Les styles de danses varient du hip-hop au ballet en passant par la danse contemporaine. Chacune d'entre elles est tournée dans un lieu différent, incluant Masada, Césarée, Eilat ou encore le Mont Hermon. Accompagnant les participants, de nombreux danseurs et compagnies de danseurs professionnels israéliens y sont également présents, tels le Ballet Israélien, la Batsheva Dance Company, Anna Aronov, Or Kahlon ou encore Rona-Lee Shim'on,.

### Répétitions
Les répétitions des demi-finalistes se déroulent la semaine précédant le concours, du 4 au 11 mai 2019. Chaque participant aura deux répétitions individuelles : la première d'une durée de 30 minutes, la seconde d'une durée de 20 minutes, se déroulant dans l'ordre de passage des demi-finales. Les pays qualifiés d'office — Israël et le Big Five — auront également deux répétitions individuelles : la première le vendredi 10 mai 2019 et la seconde le dimanche 12 mai 2019. Deux conférences de presse par participant sont également prévues : une après chaque répétition.
Les répétitions générales sont au nombre de trois par show : deux la veille et une le jour-même. La deuxième répétition générale, qui a lieu la veille du show à la même heure, se déroule devant les jurys nationaux qui enregistrent leurs votes. Elle est donc d'une grande importance pour les participants.

### Première demi-finale
Cette demi-finale a lieu le mardi 14 mai 2019. L'Espagne, la France et Israël votent et un extrait de leur chanson est diffusé lors de cette demi-finale. L'ordre de passage des participants, déterminé par les producteurs, est annoncé le 2 avril 2019.
Les qualifiés sont : Chypre, la Slovénie, la Tchéquie, la Biélorussie, la Serbie, l'Australie, l'Islande, l'Estonie, la Grèce et Saint-Marin. Cette demi-finale voit l'Islande et Saint-Marin se qualifier tous deux pour la première fois depuis 2014, Saint-Marin se qualifiant pour la deuxième fois de son histoire. À l'inverse, la Hongrie échoue en demi-finale pour la première fois depuis 2009. Enfin, c'est la première fois depuis 2011 que la Belgique manque la finale sous la charge de la RTBF, qui prend en charge la participation du pays les années impaires.
- Qualifiés
- Dernier

| Ordre | Pays        | Artiste                       | Chanson                 | Langue            | Place | Points |
| ----- | ----------- | ----------------------------- | ----------------------- | ----------------- | ----- | ------ |
| 01    | Chypre      | Tamta                         | Replay                  | Anglais           | 09    | 149    |
| 02    | Monténégro  | D mol                         | Heaven                  | Anglais           | 16    | 46     |
| 03    | Finlande    | Darude feat. Sebastian Rejman | Look Away               | Anglais           | 17    | 23     |
| 04    | Pologne     | Tulia                         | Fire of Love (Pali się) | Polonais, anglais | 11    | 120    |
| 05    | Slovénie    | Zala Kralj & Gašper Šantl     | Sebi                    | Slovène           | 06    | 167    |
| 06    | Tchéquie    | Lake Malawi                   | Friend of a Friend      | Anglais           | 02    | 242    |
| 07    | Hongrie     | Joci Pápai                    | Az én apám              | Hongrois          | 12    | 97     |
| 08    | Biélorussie | Zena                          | Like It                 | Anglais           | 10    | 122    |
| 09    | Serbie      | Nevena Božović                | Kruna (Круна)           | Serbe             | 07    | 156    |
| 10    | Belgique    | Eliot                         | Wake Up                 | Anglais           | 13    | 70     |
| 11    | Géorgie     | Oto Nemsadze                  | Keep on Going           | Géorgien          | 14    | 62     |
| 12    | Australie   | Kate Miller-Heidke            | Zero Gravity            | Anglais           | 01    | 261    |
| 13    | Islande     | Hatari                        | Hatrið mun sigra        | Islandais         | 03    | 221    |
| 14    | Estonie     | Victor Crone                  | Storm                   | Anglais           | 04    | 198    |
| 15    | Portugal    | Conan Osíris                  | Telemóveis              | Portugais         | 15    | 51     |
| 16    | Grèce       | Katerine Duska                | Better Love             | Anglais           | 05    | 185    |
| 17    | Saint-Marin | Serhat                        | Say Na Na Na            | Anglais           | 08    | 150    |

### Deuxième demi-finale
La deuxième demi-finale a lieu le jeudi 16 mai 2019. L'Allemagne, l'Italie et le Royaume-Uni votent et un extrait de leur chanson est diffusé lors de cette demi-finale. L'ordre de passage des participants, déterminé par les producteurs, est annoncé le 2 avril 2019.
Les qualifiés sont : la Suisse, le Danemark, la Suède, Malte, la Russie, l'Albanie, la Norvège, les Pays-Bas, la Macédoine du Nord et l'Azerbaïdjan. Cette demi-finale voit la Suisse se qualifier pour la première fois depuis 2014 et la Macédoine du Nord pour la première fois depuis 2012. À l'inverse, l'Autriche échoue pour la première fois depuis 2013.
- Qualifiés
- Dernier

| Ordre | Pays              | Artiste         | Chanson            | Langue                    | Place | Points |
| ----- | ----------------- | --------------- | ------------------ | ------------------------- | ----- | ------ |
| 01    | Arménie           | Srbuk           | Walking Out        | Anglais                   | 16    | 49     |
| 02    | Irlande           | Sarah McTernan  | 22                 | Anglais                   | 18    | 16     |
| 03    | Moldavie          | Anna Odobescu   | Stay               | Anglais                   | 12    | 85     |
| 04    | Suisse            | Luca Hänni      | She Got Me         | Anglais                   | 04    | 232    |
| 05    | Lettonie          | Carousel        | That Night         | Anglais                   | 15    | 50     |
| 06    | Roumanie          | Ester Peony     | On a Sunday        | Anglais                   | 13    | 71     |
| 07    | Danemark          | Leonora         | Love Is Forever    | Anglais, français, danois | 10    | 94     |
| 08    | Suède             | John Lundvik    | Too Late for Love  | Anglais                   | 03    | 238    |
| 09    | Autriche          | PÆNDA           | Limits             | Anglais                   | 17    | 21     |
| 10    | Croatie           | Roko            | The Dream          | Anglais, croate           | 14    | 64     |
| 11    | Malte             | Michela         | Chameleon          | Anglais                   | 08    | 157    |
| 12    | Lituanie          | Jurij Veklenko  | Run with the Lions | Anglais                   | 11    | 93     |
| 13    | Russie            | Sergueï Lazarev | Scream             | Anglais                   | 06    | 217    |
| 14    | Albanie           | Jonida Maliqi   | Ktheju tokës       | Albanais                  | 09    | 96     |
| 15    | Norvège           | KEiiNO          | Spirit in the Sky  | Anglais                   | 07    | 210    |
| 16    | Pays-Bas          | Duncan Laurence | Arcade             | Anglais                   | 01    | 280    |
| 17    | Macédoine du Nord | Tamara Todevska | Proud              | Anglais                   | 02    | 239    |
| 18    | Azerbaïdjan       | Chingiz         | Truth              | Anglais                   | 05    | 224    |

### Finale
La finale a lieu le samedi 18 mai 2019. Le pays hôte, Israël, tire au sort le numéro 14 dans l'ordre de passage pour la finale lors du Meeting des Délégations le 11 mars 2019. Les pays du Big Five procèdent, après leur seconde répétition, à un tirage au sort déterminant dans quelle partie de la finale ils concourent. Enfin, pour les vingt qualifiés, une conférence de presse est organisée à la suite de chaque demi-finale durant laquelle un tirage au sort similaire a ensuite lieu,, permettant aux producteurs du concours de diffuser l'ordre de passage pendant la nuit suivant la deuxième demi-finale.

#### Entracte
Lors de l'entracte, plusieurs artistes ayant participé lors de précédentes éditions se produisent lors d'un entracte surnommé Switch song (en français « échange de chansons »). Ainsi, Conchita Wurst interprète Heroes de Måns Zelmerlöw ; ce dernier reprend Fuego d'Eleni Foureira ; elle-même chante Dancing Lasha Tumbai de Verka Serduchka ; cette dernière interprétant Toy de Netta. Ce premier entracte se conclut avec Gali Atari et sa chanson Hallelujah — vainqueur pour Israël, avec Milk & Honey, de l'Eurovision 1979. Pour le deuxième entracte, le chanteur Idan Raichel interprète son titre Bo'ee – Come to Me. Netta monte ensuite sur scène pour chanter son titre Nana Banana. La mannequin Gal Gadot fait également une apparition,.
Enfin, en dernier entracte, Madonna, grande invitée de cette édition 2019, se produit et interprète sa chanson Like a Prayer et son nouveau titre Future avec le rappeur Quavo. Son apparition à l'Eurovision aura coûté 1,3 MUSD, somme payée par le philanthrope israélo-canadien Sylvan Adams. Arrivée en Israël le mardi 14 mai malgré une incertitude sur sa participation à la finale, l'artiste américaine s'est entourée d'une équipe de 135 personnes dont 40 choristes et 25 danseurs.

#### Vote télévisé
La présentation des résultats subit cette année un léger changement. Une fois les résultats des jurys nationaux annoncés par les porte-paroles des pays participants, le télévote est annoncé non plus dans l'ordre ascendant des points mais en suivant le classement des jurys. Ainsi, l'annonce des résultats du télévote débute par le pays classé dernier par les jurys et se termine par le pays classé premier par les jurys,.
Lors de la distribution des votes des jurys, aucun gagnant clair n'émerge dans un premier temps. Le vote est mené alternativement par l'Italie et la Russie, qui maintiennent une courte avance face aux autres pays, notamment les Pays-Bas, la Suède, l'Azerbaïdjan et la Macédoine du Nord. Cependant, les douze points consécutifs autrichien et britannique — 12e et 13e dans l'ordre du vote — attribués à la Macédoine du Nord permettent à cette dernière de prendre la tête du classement. L'écart se creuse alors progressivement, la Macédoine du Nord prenant une légère avance, alors que les pays suivants voient leur classement varier. Finalement, lors du dernier vote annoncé — le vote israélien —, la Suède prend sur le fil la tête du vote des jurys d'une très courte avance. La procédure télévisée se conclut donc avec la Suède en première position avec 239 points, la Macédoine du Nord deuxième avec 237 points et les Pays-Bas troisièmes avec 231 points.
Le télévote modifie alors grandement le classement. Très rapidement, la Norvège, classée 15e par les jurys, se voit attribuer 291 points, score important qui leur donne la victoire au télévote. Le pays prend alors provisoirement la tête du vote, avant que la Russie, recevant 244 points ne la prenne à son tour. L'Italie recevra ensuite suffisamment de points pour passer devant la Russie. Enfin, les Pays-Bas prendront la tête du classement en recevant 261 points. La Macédoine du Nord ne recevant que 58 points et la Suède 93 points, ces deux pays ne reçoivent pas assez de points pour atteindre la victoire. Les Pays-Bas l'emportent alors, avec un total s'élevant alors  à 492 points.

#### Modification des résultats
Le 22 mai 2019, l'UER admet avoir commis une erreur lors de la déclaration des points biélorusses. Le jury ayant été renvoyé après avoir brisé le règlement en révélant ses votes avant la fin de la finale, ses points ont été remplacés en agrégeant les votes d'autres pays. Cependant, les résultats diffusés le soir de la finale, qui ont rapidement suscité un doute quant à leur validité,, étaient erronés. Ainsi, Israël, qui pendant la procédure télévisée a reçu douze points de la Biélorussie était en fait dernier de son classement, le tableau ayant été totalement inversé.
Selon les nouveaux résultats, les douze points du « jury » biélorusse sont attribués à Malte. Les Pays-Bas remportent finalement le concours avec 498 points, l'Italie en totalise 472 et la Russie en obtient 370. Les classements finaux de nombreux pays sont influencés. Par ailleurs, la Macédoine du Nord remporte finalement le vote du jury avec 247 points alors que la Norvège termine en réalité à la 18e place du classement des jurys.
Les deux classements finaux montrent d'importantes différences de préférence entre les jurys professionnels et les téléspectateurs. Le plus grand écart est celui de la Norvège, gagnante au télévote mais classée 18e par les jurys, soit une différence de 17 places. Le pays se classe finalement 6e. Vient ensuite la Tchéquie, classée 24e au télévote mais 8e par les jurys nationaux, soit 16 places de différence. Le pays termine finalement 11e. Saint-Marin arrive 10e au télévote mais 23e par les jurys, soit 13 places de différence. Malte arrive pour sa part 22e au télévote mais 10e avec les jurys, soit 12 places de différence. Deux différences de 11 places sont également visibles : la Macédoine du Nord et l'Espagne.

#### Résultats finaux

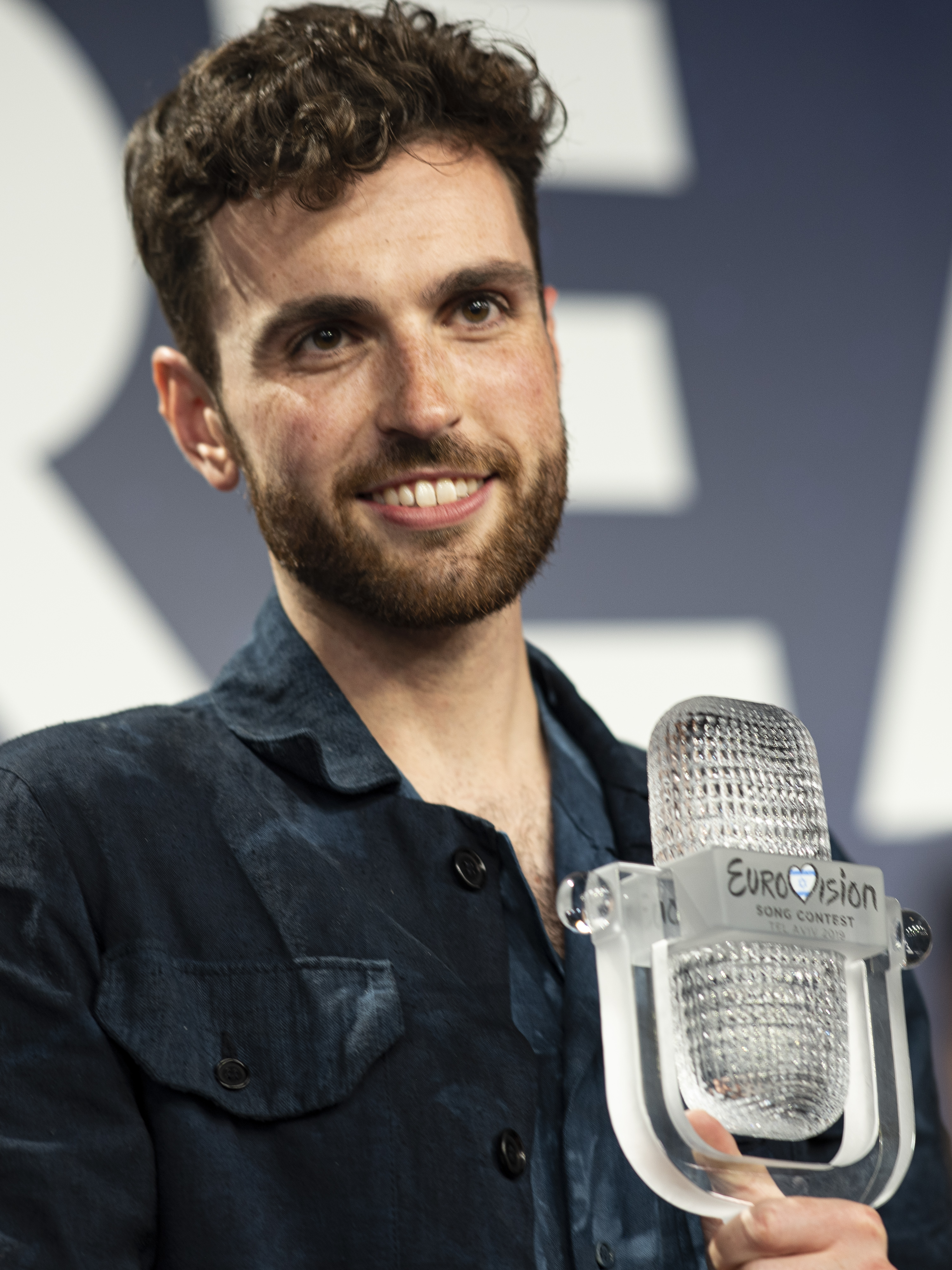
Duncan Laurence, lauréat du Concours Eurovision de la chanson 2019, posant avec son trophée.

Cette édition est remportée, avec 498 points, par les Pays-Bas, représentés par Duncan Laurence et sa chanson Arcade. Il s'agit de la cinquième victoire du pays, la précédente étant en 1975. Les Pays-Bas ne remportent ni le vote des jurys, ni le télévote ; la Macédoine du Nord ayant remporté le premier avec 247 points et la Norvège le second avec 291 points. En deuxième position vient l'Italie avec un total de 472 points. Le podium est complété par la Russie avec 370 points. Viennent ensuite la Suisse avec 364 points, qui obtient ainsi son meilleur résultat depuis 1993, et la Suède avec 334 points. Le Top 10 est complété par la Norvège, la Macédoine du Nord — qui obtient son meilleur résultat —, l'Azerbaïdjan, l'Australie et l'Islande.
Parmi les pays du Big Five, seule l'Italie atteint le Top 10, arrivant 2e. La France arrive en 16e place. Les autres qualifiés d'office terminent en fin de classement : l'Espagne arrive 22e ; Israël, pays hôte, 23e ; l'Allemagne termine 25e. La dernière place échoit au Royaume-Uni avec seulement 11 points.
- Premier
- Deuxième
- Troisième
- Dernier

| Ordre | Pays              | Artiste                   | Chanson            | Langue                    | Place | Points |
| ----- | ----------------- | ------------------------- | ------------------ | ------------------------- | ----- | ------ |
| 01    | Malte             | Michela                   | Chameleon          | Anglais                   | 14    | 107    |
| 02    | Albanie           | Jonida Maliqi             | Ktheju tokës       | Albanais                  | 17    | 90     |
| 03    | Tchéquie          | Lake Malawi               | Friend of a Friend | Anglais                   | 11    | 157    |
| 04    | Allemagne         | S!sters                   | Sister             | Anglais                   | 25    | 24     |
| 05    | Russie            | Sergueï Lazarev           | Scream             | Anglais                   | 03    | 370    |
| 06    | Danemark          | Leonora                   | Love Is Forever    | Anglais, français, danois | 12    | 120    |
| 07    | Saint-Marin       | Serhat                    | Say Na Na Na       | Anglais                   | 19    | 77     |
| 08    | Macédoine du Nord | Tamara Todevska           | Proud              | Anglais                   | 07    | 305    |
| 09    | Suède             | John Lundvik              | Too Late for Love  | Anglais                   | 05    | 334    |
| 10    | Slovénie          | Zala Kralj & Gašper Šantl | Sebi               | Slovène                   | 15    | 105    |
| 11    | Chypre            | Tamta                     | Replay             | Anglais                   | 13    | 109    |
| 12    | Pays-Bas          | Duncan Laurence           | Arcade             | Anglais                   | 01    | 498    |
| 13    | Grèce             | Katerine Duska            | Better Love        | Anglais                   | 21    | 74     |
| 14    | Israël H T        | Kobi Marimi               | Home               | Anglais                   | 23    | 35     |
| 15    | Norvège           | KEiiNO                    | Spirit in the Sky  | Anglais                   | 06    | 331    |
| 16    | Royaume-Uni       | Michael Rice              | Bigger than Us     | Anglais                   | 26    | 11     |
| 17    | Islande           | Hatari                    | Hatrið mun sigra   | Islandais                 | 10    | 232    |
| 18    | Estonie           | Victor Crone              | Storm              | Anglais                   | 20    | 76     |
| 19    | Biélorussie       | Zena                      | Like It            | Anglais                   | 24    | 31     |
| 20    | Azerbaïdjan       | Chingiz                   | Truth              | Anglais                   | 08    | 302    |
| 21    | France            | Bilal Hassani             | Roi                | Français, anglais         | 16    | 105    |
| 22    | Italie            | Mahmood                   | Soldi              | Italien                   | 02    | 472    |
| 23    | Serbie            | Nevena Božović            | Kruna (Круна)      | Serbe                     | 18    | 89     |
| 24    | Suisse            | Luca Hänni                | She Got Me         | Anglais                   | 04    | 364    |
| 25    | Australie         | Kate Miller-Heidke        | Zero Gravity       | Anglais                   | 09    | 284    |
| 26    | Espagne           | Miki                      | La venda           | Espagnol                  | 22    | 54     |

#### Conférence de presse du gagnant
Une conférence de presse a lieu après la finale. Duncan Laurence s'exprime sur sa victoire, notamment son ressenti au concours, sa chanson ainsi que sur la trace qu'il laissera dans l'histoire de l'Eurovision en tant que vainqueur. Marquant la clôture du concours, c'est lors de cette conférence de presse que Jon Ola Sand, superviseur exécutif, remet à la délégation néerlandaise un premier cahier des charges pour l'accueil de l'édition suivante.

### Tableaux des votes

#### Première demi-finale
- Dix premiers par les jurys
- Dix premiers par le télévote
- Pays qualifiés
- Dernier

| Détail du vote des jurys lors de la première demi-finale  | Détail du vote des jurys lors de la première demi-finale | Détail du vote des jurys lors de la première demi-finale | Détail du vote des jurys lors de la première demi-finale | Détail du vote des jurys lors de la première demi-finale | Détail du vote des jurys lors de la première demi-finale | Détail du vote des jurys lors de la première demi-finale | Détail du vote des jurys lors de la première demi-finale | Détail du vote des jurys lors de la première demi-finale | Détail du vote des jurys lors de la première demi-finale | Détail du vote des jurys lors de la première demi-finale | Détail du vote des jurys lors de la première demi-finale | Détail du vote des jurys lors de la première demi-finale | Détail du vote des jurys lors de la première demi-finale | Détail du vote des jurys lors de la première demi-finale | Détail du vote des jurys lors de la première demi-finale | Détail du vote des jurys lors de la première demi-finale | Détail du vote des jurys lors de la première demi-finale | Détail du vote des jurys lors de la première demi-finale | Détail du vote des jurys lors de la première demi-finale | Détail du vote des jurys lors de la première demi-finale | Détail du vote des jurys lors de la première demi-finale | Détail du vote des jurys lors de la première demi-finale |
|                                                           |                                                          | Points attribués                                         | Points attribués                                         | Points attribués                                         | Points attribués                                         | Points attribués                                         | Points attribués                                         | Points attribués                                         | Points attribués                                         | Points attribués                                         | Points attribués                                         | Points attribués                                         | Points attribués                                         | Points attribués                                         | Points attribués                                         | Points attribués                                         | Points attribués                                         | Points attribués                                         | Points attribués                                         | Points attribués                                         | Points attribués                                         | Points attribués                                         |
| --------------------------------------------------------- | -------------------------------------------------------- | -------------------------------------------------------- | -------------------------------------------------------- | -------------------------------------------------------- | -------------------------------------------------------- | -------------------------------------------------------- | -------------------------------------------------------- | -------------------------------------------------------- | -------------------------------------------------------- | -------------------------------------------------------- | -------------------------------------------------------- | -------------------------------------------------------- | -------------------------------------------------------- | -------------------------------------------------------- | -------------------------------------------------------- | -------------------------------------------------------- | -------------------------------------------------------- | -------------------------------------------------------- | -------------------------------------------------------- | -------------------------------------------------------- | -------------------------------------------------------- | -------------------------------------------------------- |
| Drapeau de Chypre                                         | Drapeau du Monténégro                                    | Drapeau de la Finlande                                   | Drapeau de la Pologne                                    | Drapeau de la Slovénie                                   | Drapeau de la Tchéquie                                   | Drapeau de la Hongrie                                    | Drapeau de la Biélorussie                                | Drapeau de la Serbie                                     | Drapeau de la Belgique                                   | Drapeau de la Géorgie                                    | Drapeau de l'Australie                                   | Drapeau de l'Islande                                     | Drapeau de l'Estonie                                     | Drapeau du Portugal                                      | Drapeau de la Grèce                                      | Drapeau de Saint-Marin                                   | Drapeau de l'Espagne                                     | Drapeau de la France                                     | Drapeau d’Israël                                         | Total                                                    |                                                          |                                                          |
| Pays                                                      | Chypre                                                   |                                                          | 8                                                        | –                                                        | 4                                                        | 7                                                        | 10                                                       | –                                                        | 4                                                        | 8                                                        | 3                                                        | 5                                                        | –                                                        | 1                                                        | 8                                                        | 1                                                        | 12                                                       | 8                                                        | 6                                                        | 6                                                        | 4                                                        | 95                                                       |
| Pays                                                      | Monténégro                                               | 4                                                        |                                                          | –                                                        | –                                                        | –                                                        | –                                                        | –                                                        | –                                                        | 12                                                       | –                                                        | –                                                        | –                                                        | –                                                        | –                                                        | –                                                        | 5                                                        | 10                                                       | –                                                        | –                                                        | –                                                        | 31                                                       |
| Pays                                                      | Finlande                                                 | –                                                        | –                                                        |                                                          | 1                                                        | –                                                        | –                                                        | –                                                        | –                                                        | –                                                        | –                                                        | –                                                        | 2                                                        | –                                                        | –                                                        | –                                                        | 4                                                        | –                                                        | 2                                                        | –                                                        | –                                                        | 9                                                        |
| Pays                                                      | Pologne                                                  | –                                                        | –                                                        | 10                                                       |                                                          | 3                                                        | 7                                                        | 8                                                        | 6                                                        | 3                                                        | –                                                        | –                                                        | 8                                                        | –                                                        | 7                                                        | 3                                                        | –                                                        | –                                                        | –                                                        | –                                                        | 5                                                        | 60                                                       |
| Pays                                                      | Slovénie                                                 | 5                                                        | 1                                                        | 5                                                        | 8                                                        |                                                          | 12                                                       | 3                                                        | –                                                        | 7                                                        | –                                                        | 7                                                        | 4                                                        | 5                                                        | –                                                        | 8                                                        | 1                                                        | 4                                                        | 4                                                        | –                                                        | –                                                        | 74                                                       |
| Pays                                                      | Rép. tchèque                                             | 1                                                        | 3                                                        | 8                                                        | 7                                                        | 12                                                       |                                                          | 10                                                       | 7                                                        | 10                                                       | 8                                                        | 12                                                       | 12                                                       | 10                                                       | 12                                                       | 12                                                       | 8                                                        | 3                                                        | 8                                                        | 8                                                        | 6                                                        | 157                                                      |
| Pays                                                      | Hongrie                                                  | –                                                        | 6                                                        | 1                                                        | 6                                                        | 2                                                        | 4                                                        |                                                          | 2                                                        | 6                                                        | 2                                                        | 1                                                        | 6                                                        | –                                                        | 5                                                        | 7                                                        | –                                                        | –                                                        | –                                                        | 10                                                       | 7                                                        | 65                                                       |
| Pays                                                      | Biélorussie                                              | –                                                        | –                                                        | –                                                        | –                                                        | 8                                                        | 8                                                        | 12                                                       |                                                          | 4                                                        | 4                                                        | 3                                                        | –                                                        | 3                                                        | 10                                                       | 6                                                        | 7                                                        | 1                                                        | 7                                                        | 4                                                        | 1                                                        | 78                                                       |
| Pays                                                      | Serbie                                                   | 6                                                        | 7                                                        | 3                                                        | 10                                                       | 5                                                        | 6                                                        | 7                                                        | –                                                        |                                                          | 5                                                        | 6                                                        | 3                                                        | 6                                                        | 6                                                        | 4                                                        | 6                                                        | 5                                                        | 3                                                        | 3                                                        | –                                                        | 91                                                       |
| Pays                                                      | Belgique                                                 | 10                                                       | –                                                        | 2                                                        | 3                                                        | 6                                                        | 3                                                        | –                                                        | –                                                        | –                                                        |                                                          | 2                                                        | –                                                        | 4                                                        | –                                                        | 10                                                       | –                                                        | 2                                                        | 5                                                        | –                                                        | 3                                                        | 50                                                       |
| Pays                                                      | Géorgie                                                  | 7                                                        | 2                                                        | –                                                        | –                                                        | –                                                        | 1                                                        | 2                                                        | 10                                                       | –                                                        | –                                                        |                                                          | 5                                                        | –                                                        | –                                                        | –                                                        | –                                                        | –                                                        | –                                                        | 2                                                        | –                                                        | 29                                                       |
| Pays                                                      | Australie                                                | –                                                        | 5                                                        | 12                                                       | 12                                                       | –                                                        | –                                                        | 5                                                        | 8                                                        | 5                                                        | 12                                                       | 4                                                        |                                                          | 12                                                       | 1                                                        | 2                                                        | 10                                                       | 6                                                        | 12                                                       | 7                                                        | 8                                                        | 121                                                      |
| Pays                                                      | Islande                                                  | 8                                                        | 4                                                        | 4                                                        | 5                                                        | 4                                                        | –                                                        | 1                                                        | 1                                                        | –                                                        | 10                                                       | –                                                        | 10                                                       |                                                          | 2                                                        | –                                                        | 2                                                        | 7                                                        | –                                                        | 12                                                       | –                                                        | 70                                                       |
| Pays                                                      | Estonie                                                  | –                                                        | –                                                        | 6                                                        | –                                                        | 1                                                        | –                                                        | 6                                                        | 12                                                       | 1                                                        | 7                                                        | 8                                                        | –                                                        | 7                                                        |                                                          | 5                                                        | –                                                        | –                                                        | 1                                                        | 1                                                        | 10                                                       | 65                                                       |
| Pays                                                      | Portugal                                                 | 3                                                        | –                                                        | –                                                        | 2                                                        | –                                                        | 2                                                        | –                                                        | –                                                        | –                                                        | 1                                                        | –                                                        | –                                                        | –                                                        | –                                                        |                                                          | –                                                        | –                                                        | –                                                        | –                                                        | –                                                        | 8                                                        |
| Pays                                                      | Grèce                                                    | 12                                                       | 12                                                       | 7                                                        | –                                                        | 10                                                       | 5                                                        | 4                                                        | 5                                                        | 2                                                        | 6                                                        | 10                                                       | 7                                                        | 8                                                        | 4                                                        | –                                                        |                                                          | 12                                                       | 10                                                       | 5                                                        | 12                                                       | 131                                                      |
| Pays                                                      | Saint-Marin                                              | 2                                                        | 10                                                       | –                                                        | –                                                        | –                                                        | –                                                        | –                                                        | 3                                                        | –                                                        | –                                                        | –                                                        | 1                                                        | 2                                                        | 3                                                        | –                                                        | 3                                                        |                                                          | –                                                        | –                                                        | 2                                                        | 26                                                       |
| Le tableau suit l'ordre de passage des pays participants. |                                                          |                                                          |                                                          |                                                          |                                                          |                                                          |                                                          |                                                          |                                                          |                                                          |                                                          |                                                          |                                                          |                                                          |                                                          |                                                          |                                                          |                                                          |                                                          |                                                          |                                                          |                                                          |

| Détail du télévote lors de la première demi-finale        | Détail du télévote lors de la première demi-finale | Détail du télévote lors de la première demi-finale | Détail du télévote lors de la première demi-finale | Détail du télévote lors de la première demi-finale | Détail du télévote lors de la première demi-finale | Détail du télévote lors de la première demi-finale | Détail du télévote lors de la première demi-finale | Détail du télévote lors de la première demi-finale | Détail du télévote lors de la première demi-finale | Détail du télévote lors de la première demi-finale | Détail du télévote lors de la première demi-finale | Détail du télévote lors de la première demi-finale | Détail du télévote lors de la première demi-finale | Détail du télévote lors de la première demi-finale | Détail du télévote lors de la première demi-finale | Détail du télévote lors de la première demi-finale | Détail du télévote lors de la première demi-finale | Détail du télévote lors de la première demi-finale | Détail du télévote lors de la première demi-finale | Détail du télévote lors de la première demi-finale | Détail du télévote lors de la première demi-finale | Détail du télévote lors de la première demi-finale |
|                                                           |                                                    | Points attribués                                   | Points attribués                                   | Points attribués                                   | Points attribués                                   | Points attribués                                   | Points attribués                                   | Points attribués                                   | Points attribués                                   | Points attribués                                   | Points attribués                                   | Points attribués                                   | Points attribués                                   | Points attribués                                   | Points attribués                                   | Points attribués                                   | Points attribués                                   | Points attribués                                   | Points attribués                                   | Points attribués                                   | Points attribués                                   | Points attribués                                   |
| --------------------------------------------------------- | -------------------------------------------------- | -------------------------------------------------- | -------------------------------------------------- | -------------------------------------------------- | -------------------------------------------------- | -------------------------------------------------- | -------------------------------------------------- | -------------------------------------------------- | -------------------------------------------------- | -------------------------------------------------- | -------------------------------------------------- | -------------------------------------------------- | -------------------------------------------------- | -------------------------------------------------- | -------------------------------------------------- | -------------------------------------------------- | -------------------------------------------------- | -------------------------------------------------- | -------------------------------------------------- | -------------------------------------------------- | -------------------------------------------------- | -------------------------------------------------- |
| Drapeau de Chypre                                         | Drapeau du Monténégro                              | Drapeau de la Finlande                             | Drapeau de la Pologne                              | Drapeau de la Slovénie                             | Drapeau de la Tchéquie                             | Drapeau de la Hongrie                              | Drapeau de la Biélorussie                          | Drapeau de la Serbie                               | Drapeau de la Belgique                             | Drapeau de la Géorgie                              | Drapeau de l'Australie                             | Drapeau de l'Islande                               | Drapeau de l'Estonie                               | Drapeau du Portugal                                | Drapeau de la Grèce                                | Drapeau de Saint-Marin                             | Drapeau de l'Espagne                               | Drapeau de la France                               | Drapeau d’Israël                                   | Total                                              |                                                    |                                                    |
| Pays                                                      | Chypre                                             |                                                    | 4                                                  | –                                                  | –                                                  | –                                                  | 1                                                  | 3                                                  | –                                                  | –                                                  | 1                                                  | 10                                                 | 3                                                  | –                                                  | –                                                  | 1                                                  | 12                                                 | 10                                                 | 1                                                  | –                                                  | 8                                                  | 54                                                 |
| Pays                                                      | Monténégro                                         | –                                                  |                                                    | –                                                  | –                                                  | 7                                                  | –                                                  | –                                                  | –                                                  | 8                                                  | –                                                  | –                                                  | –                                                  | –                                                  | –                                                  | –                                                  | –                                                  | –                                                  | –                                                  | –                                                  | –                                                  | 15                                                 |
| Pays                                                      | Finlande                                           | –                                                  | –                                                  |                                                    | –                                                  | –                                                  | –                                                  | –                                                  | –                                                  | –                                                  | –                                                  | –                                                  | –                                                  | 2                                                  | 12                                                 | –                                                  | –                                                  | –                                                  | –                                                  | –                                                  | –                                                  | 14                                                 |
| Pays                                                      | Pologne                                            | –                                                  | –                                                  | 6                                                  |                                                    | 1                                                  | 7                                                  | 6                                                  | 5                                                  | –                                                  | 5                                                  | –                                                  | 5                                                  | 8                                                  | 2                                                  | –                                                  | –                                                  | 5                                                  | –                                                  | 8                                                  | 2                                                  | 60                                                 |
| Pays                                                      | Slovénie                                           | –                                                  | 8                                                  | 7                                                  | 8                                                  |                                                    | 5                                                  | 7                                                  | 8                                                  | 10                                                 | 3                                                  | 5                                                  | –                                                  | 5                                                  | 7                                                  | 7                                                  | 5                                                  | 3                                                  | 3                                                  | 2                                                  | –                                                  | 93                                                 |
| Pays                                                      | Rép. tchèque                                       | 2                                                  | 3                                                  | 5                                                  | 5                                                  | 5                                                  |                                                    | 4                                                  | 3                                                  | 1                                                  | 6                                                  | 1                                                  | 10                                                 | 12                                                 | 8                                                  | 4                                                  | 1                                                  | 4                                                  | 5                                                  | –                                                  | 6                                                  | 85                                                 |
| Pays                                                      | Hongrie                                            | –                                                  | –                                                  | 2                                                  | 3                                                  | 6                                                  | 2                                                  |                                                    | –                                                  | 12                                                 | –                                                  | –                                                  | 1                                                  | 3                                                  | 3                                                  | –                                                  | –                                                  | –                                                  | –                                                  | –                                                  | –                                                  | 32                                                 |
| Pays                                                      | Biélorussie                                        | 6                                                  | 5                                                  | –                                                  | 2                                                  | 2                                                  | 3                                                  | –                                                  |                                                    | 4                                                  | –                                                  | 7                                                  | 2                                                  | 6                                                  | 1                                                  | –                                                  | 2                                                  | –                                                  | –                                                  | –                                                  | 4                                                  | 44                                                 |
| Pays                                                      | Serbie                                             | 5                                                  | 12                                                 | 1                                                  | 4                                                  | 12                                                 | 4                                                  | 2                                                  | 4                                                  |                                                    | –                                                  | 3                                                  | –                                                  | –                                                  | –                                                  | 3                                                  | 6                                                  | 2                                                  | –                                                  | 6                                                  | 1                                                  | 65                                                 |
| Pays                                                      | Belgique                                           | 3                                                  | –                                                  | –                                                  | 1                                                  | –                                                  | –                                                  | –                                                  | –                                                  | –                                                  |                                                    | –                                                  | –                                                  | 1                                                  | 4                                                  | 2                                                  | –                                                  | –                                                  | 4                                                  | 5                                                  | –                                                  | 20                                                 |
| Pays                                                      | Géorgie                                            | 10                                                 | –                                                  | –                                                  | –                                                  | –                                                  | –                                                  | –                                                  | 1                                                  | –                                                  | –                                                  |                                                    | –                                                  | –                                                  | –                                                  | –                                                  | 10                                                 | 1                                                  | –                                                  | 4                                                  | 7                                                  | 33                                                 |
| Pays                                                      | Australie                                          | 4                                                  | 7                                                  | 8                                                  | 10                                                 | 4                                                  | 10                                                 | 5                                                  | 10                                                 | 7                                                  | 10                                                 | –                                                  |                                                    | 10                                                 | 5                                                  | 10                                                 | 8                                                  | 6                                                  | 7                                                  | 7                                                  | 12                                                 | 140                                                |
| Pays                                                      | Islande                                            | 1                                                  | 6                                                  | 12                                                 | 12                                                 | 10                                                 | 6                                                  | 10                                                 | 12                                                 | 6                                                  | 7                                                  | 6                                                  | 12                                                 |                                                    | 6                                                  | 8                                                  | 7                                                  | 7                                                  | 10                                                 | 10                                                 | 3                                                  | 151                                                |
| Pays                                                      | Estonie                                            | 7                                                  | 2                                                  | 10                                                 | 7                                                  | 8                                                  | 8                                                  | 8                                                  | 6                                                  | 3                                                  | 12                                                 | 8                                                  | 7                                                  | 7                                                  |                                                    | 12                                                 | 3                                                  | 8                                                  | 6                                                  | 1                                                  | 10                                                 | 133                                                |
| Pays                                                      | Portugal                                           | –                                                  | –                                                  | 3                                                  | –                                                  | –                                                  | –                                                  | –                                                  | 2                                                  | –                                                  | 8                                                  | 2                                                  | 4                                                  | –                                                  | –                                                  |                                                    | –                                                  | –                                                  | 12                                                 | 12                                                 | –                                                  | 43                                                 |
| Pays                                                      | Grèce                                              | 12                                                 | 1                                                  | –                                                  | –                                                  | –                                                  | –                                                  | 1                                                  | –                                                  | 2                                                  | 4                                                  | 4                                                  | 8                                                  | –                                                  | –                                                  | 5                                                  |                                                    | 12                                                 | 2                                                  | 3                                                  | –                                                  | 54                                                 |
| Pays                                                      | Saint-Marin                                        | 8                                                  | 10                                                 | 4                                                  | 6                                                  | 3                                                  | 12                                                 | 12                                                 | 7                                                  | 5                                                  | 2                                                  | 12                                                 | 6                                                  | 4                                                  | 10                                                 | 6                                                  | 4                                                  |                                                    | 8                                                  | –                                                  | 5                                                  | 124                                                |
| Le tableau suit l'ordre de passage des pays participants. |                                                    |                                                    |                                                    |                                                    |                                                    |                                                    |                                                    |                                                    |                                                    |                                                    |                                                    |                                                    |                                                    |                                                    |                                                    |                                                    |                                                    |                                                    |                                                    |                                                    |                                                    |                                                    |

| Première demi-finale                                      | Jurys | Jurys  | Télévote | Télévote | Total | Total  |
| Première demi-finale                                      | Place | Points | Place    | Points   | Place | Points |
| --------------------------------------------------------- | ----- | ------ | -------- | -------- | ----- | ------ |
| Chypre                                                    | 4e    | 95     | 10e      | 54       | 9e    | 149    |
| Monténégro                                                | 13e   | 31     | 16e      | 15       | 16e   | 46     |
| Finlande                                                  | 16e   | 9      | 17e      | 14       | 17e   | 23     |
| Pologne                                                   | 11e   | 60     | 8e       | 60       | 11e   | 120    |
| Slovénie                                                  | 7e    | 74     | 5e       | 93       | 6e    | 167    |
| Tchéquie                                                  | 1re   | 157    | 6e       | 85       | 2e    | 242    |
| Hongrie                                                   | 9e    | 65     | 14e      | 32       | 12e   | 97     |
| Biélorussie                                               | 6e    | 78     | 11e      | 44       | 10e   | 122    |
| Serbie                                                    | 5e    | 91     | 7e       | 65       | 7e    | 156    |
| Belgique                                                  | 12e   | 50     | 15e      | 20       | 13e   | 70     |
| Géorgie                                                   | 14e   | 29     | 13e      | 33       | 14e   | 62     |
| Australie                                                 | 3e    | 121    | 2e       | 140      | 1re   | 261    |
| Islande                                                   | 8e    | 70     | 1re      | 151      | 3e    | 221    |
| Estonie                                                   | 10e   | 65     | 3e       | 133      | 4e    | 198    |
| Portugal                                                  | 17e   | 8      | 12e      | 43       | 15e   | 51     |
| Grèce                                                     | 2e    | 131    | 9e       | 54       | 5e    | 185    |
| Saint-Marin                                               | 15e   | 26     | 4e       | 124      | 8e    | 150    |
| Le tableau suit l'ordre de passage des pays participants. |       |        |          |          |       |        |

#### Deuxième demi-finale
- Dix premiers par les jurys
- Dix premiers par le télévote
- Pays qualifiés
- Dernier

| Détail du vote des jurys lors de la deuxième demi-finale  | Détail du vote des jurys lors de la deuxième demi-finale | Détail du vote des jurys lors de la deuxième demi-finale | Détail du vote des jurys lors de la deuxième demi-finale | Détail du vote des jurys lors de la deuxième demi-finale | Détail du vote des jurys lors de la deuxième demi-finale | Détail du vote des jurys lors de la deuxième demi-finale | Détail du vote des jurys lors de la deuxième demi-finale | Détail du vote des jurys lors de la deuxième demi-finale | Détail du vote des jurys lors de la deuxième demi-finale | Détail du vote des jurys lors de la deuxième demi-finale | Détail du vote des jurys lors de la deuxième demi-finale | Détail du vote des jurys lors de la deuxième demi-finale | Détail du vote des jurys lors de la deuxième demi-finale | Détail du vote des jurys lors de la deuxième demi-finale | Détail du vote des jurys lors de la deuxième demi-finale | Détail du vote des jurys lors de la deuxième demi-finale | Détail du vote des jurys lors de la deuxième demi-finale | Détail du vote des jurys lors de la deuxième demi-finale | Détail du vote des jurys lors de la deuxième demi-finale | Détail du vote des jurys lors de la deuxième demi-finale | Détail du vote des jurys lors de la deuxième demi-finale | Détail du vote des jurys lors de la deuxième demi-finale | Détail du vote des jurys lors de la deuxième demi-finale |
|                                                           |                                                          | Points attribués                                         | Points attribués                                         | Points attribués                                         | Points attribués                                         | Points attribués                                         | Points attribués                                         | Points attribués                                         | Points attribués                                         | Points attribués                                         | Points attribués                                         | Points attribués                                         | Points attribués                                         | Points attribués                                         | Points attribués                                         | Points attribués                                         | Points attribués                                         | Points attribués                                         | Points attribués                                         | Points attribués                                         | Points attribués                                         | Points attribués                                         | Points attribués                                         |
| --------------------------------------------------------- | -------------------------------------------------------- | -------------------------------------------------------- | -------------------------------------------------------- | -------------------------------------------------------- | -------------------------------------------------------- | -------------------------------------------------------- | -------------------------------------------------------- | -------------------------------------------------------- | -------------------------------------------------------- | -------------------------------------------------------- | -------------------------------------------------------- | -------------------------------------------------------- | -------------------------------------------------------- | -------------------------------------------------------- | -------------------------------------------------------- | -------------------------------------------------------- | -------------------------------------------------------- | -------------------------------------------------------- | -------------------------------------------------------- | -------------------------------------------------------- | -------------------------------------------------------- | -------------------------------------------------------- | -------------------------------------------------------- |
| Drapeau de l'Arménie                                      | Drapeau de l'Irlande                                     | Drapeau de la Moldavie                                   | Drapeau de la Suisse                                     | Drapeau de la Lettonie                                   | Drapeau de la Roumanie                                   | Drapeau du Danemark                                      | Drapeau de la Suède                                      | Drapeau de l'Autriche                                    | Drapeau de la Croatie                                    | Drapeau de Malte                                         | Drapeau de la Lituanie                                   | Drapeau de la Russie                                     | Drapeau de l'Albanie                                     | Drapeau de la Norvège                                    | Drapeau des Pays-Bas                                     | Drapeau de la Macédoine                                  | Drapeau de l'Azerbaïdjan                                 | Drapeau de l'Allemagne                                   | Drapeau de l'Italie                                      | Drapeau du Royaume-Uni                                   | Total                                                    |                                                          |                                                          |
| Pays                                                      | Arménie                                                  |                                                          | 2                                                        | 4                                                        | –                                                        | 2                                                        | –                                                        | –                                                        | –                                                        | 1                                                        | 1                                                        | 6                                                        | –                                                        | 6                                                        | –                                                        | –                                                        | 2                                                        | 2                                                        | –                                                        | –                                                        | –                                                        | –                                                        | 26                                                       |
| Pays                                                      | Irlande                                                  | –                                                        |                                                          | 5                                                        | –                                                        | –                                                        | –                                                        | –                                                        | –                                                        | –                                                        | –                                                        | –                                                        | –                                                        | –                                                        | –                                                        | –                                                        | –                                                        | –                                                        | –                                                        | –                                                        | 8                                                        | –                                                        | 13                                                       |
| Pays                                                      | Moldavie                                                 | 5                                                        | –                                                        |                                                          | 5                                                        | –                                                        | 12                                                       | –                                                        | 6                                                        | –                                                        | 2                                                        | 5                                                        | –                                                        | 5                                                        | 3                                                        | 2                                                        | 6                                                        | –                                                        | 3                                                        | –                                                        | –                                                        | 4                                                        | 58                                                       |
| Pays                                                      | Suisse                                                   | 6                                                        | 10                                                       | –                                                        |                                                          | –                                                        | 3                                                        | 4                                                        | 12                                                       | 7                                                        | 10                                                       | –                                                        | 5                                                        | 2                                                        | 5                                                        | 8                                                        | 8                                                        | 5                                                        | 2                                                        | 8                                                        | –                                                        | –                                                        | 95                                                       |
| Pays                                                      | Lettonie                                                 | 3                                                        | –                                                        | –                                                        | 7                                                        |                                                          | –                                                        | 6                                                        | –                                                        | –                                                        | –                                                        | –                                                        | 7                                                        | –                                                        | –                                                        | 1                                                        | –                                                        | 3                                                        | 5                                                        | –                                                        | 5                                                        | –                                                        | 37                                                       |
| Pays                                                      | Roumanie                                                 | 2                                                        | –                                                        | 12                                                       | –                                                        | –                                                        |                                                          | –                                                        | –                                                        | –                                                        | –                                                        | 1                                                        | –                                                        | 12                                                       | –                                                        | –                                                        | –                                                        | 1                                                        | 8                                                        | 4                                                        | 2                                                        | 5                                                        | 47                                                       |
| Pays                                                      | Danemark                                                 | –                                                        | 3                                                        | 1                                                        | 2                                                        | 7                                                        | –                                                        |                                                          | 2                                                        | 4                                                        | –                                                        | –                                                        | –                                                        | 3                                                        | –                                                        | 5                                                        | 3                                                        | –                                                        | –                                                        | 5                                                        | 12                                                       | 6                                                        | 53                                                       |
| Pays                                                      | Suède                                                    | 12                                                       | 12                                                       | –                                                        | 10                                                       | 12                                                       | 4                                                        | 12                                                       |                                                          | 12                                                       | 4                                                        | 10                                                       | 10                                                       | –                                                        | 7                                                        | 12                                                       | 12                                                       | 4                                                        | –                                                        | 7                                                        | –                                                        | 10                                                       | 150                                                      |
| Pays                                                      | Autriche                                                 | –                                                        | –                                                        | –                                                        | –                                                        | 1                                                        | 1                                                        | 2                                                        | 8                                                        |                                                          | –                                                        | –                                                        | 6                                                        | –                                                        | 1                                                        | –                                                        | –                                                        | –                                                        | –                                                        | 1                                                        | 1                                                        | –                                                        | 21                                                       |
| Pays                                                      | Croatie                                                  | –                                                        | 1                                                        | –                                                        | –                                                        | –                                                        | –                                                        | 5                                                        | –                                                        | 5                                                        |                                                          | –                                                        | –                                                        | –                                                        | 2                                                        | –                                                        | 5                                                        | –                                                        | –                                                        | –                                                        | –                                                        | 8                                                        | 26                                                       |
| Pays                                                      | Malte                                                    | 10                                                       | 4                                                        | 7                                                        | 4                                                        | 4                                                        | 5                                                        | –                                                        | 4                                                        | 2                                                        | 6                                                        |                                                          | 3                                                        | 8                                                        | 6                                                        | 4                                                        | 10                                                       | 7                                                        | 6                                                        | 6                                                        | 10                                                       | 1                                                        | 107                                                      |
| Pays                                                      | Lituanie                                                 | –                                                        | –                                                        | –                                                        | 3                                                        | 6                                                        | –                                                        | –                                                        | 3                                                        | –                                                        | –                                                        | 3                                                        |                                                          | –                                                        | –                                                        | –                                                        | –                                                        | –                                                        | 1                                                        | –                                                        | –                                                        | –                                                        | 16                                                       |
| Pays                                                      | Russie                                                   | 7                                                        | –                                                        | 8                                                        | 1                                                        | 3                                                        | 6                                                        | 3                                                        | 7                                                        | –                                                        | 3                                                        | 8                                                        | 4                                                        |                                                          | 8                                                        | 3                                                        | 7                                                        | 10                                                       | 12                                                       | –                                                        | –                                                        | 3                                                        | 93                                                       |
| Pays                                                      | Albanie                                                  | –                                                        | –                                                        | 2                                                        | –                                                        | –                                                        | 2                                                        | –                                                        | –                                                        | –                                                        | 5                                                        | –                                                        | –                                                        | 7                                                        |                                                          | –                                                        | –                                                        | 12                                                       | 7                                                        | –                                                        | 3                                                        | –                                                        | 38                                                       |
| Pays                                                      | Norvège                                                  | 1                                                        | 7                                                        | 3                                                        | 6                                                        | –                                                        | –                                                        | 8                                                        | 5                                                        | 3                                                        | –                                                        | 4                                                        | 1                                                        | –                                                        | –                                                        |                                                          | –                                                        | –                                                        | –                                                        | 2                                                        | –                                                        | –                                                        | 40                                                       |
| Pays                                                      | Pays-Bas                                                 | 4                                                        | 8                                                        | –                                                        | 12                                                       | 8                                                        | 8                                                        | 7                                                        | 10                                                       | 10                                                       | 8                                                        | 12                                                       | 12                                                       | 1                                                        | 4                                                        | 10                                                       |                                                          | 6                                                        | 4                                                        | 10                                                       | 4                                                        | 2                                                        | 140                                                      |
| Pays                                                      | Macédoine du N.                                          | 8                                                        | 6                                                        | 10                                                       | 8                                                        | 5                                                        | 10                                                       | 10                                                       | –                                                        | 8                                                        | 12                                                       | 2                                                        | 2                                                        | 10                                                       | 12                                                       | 7                                                        | 4                                                        |                                                          | 10                                                       | 12                                                       | 7                                                        | 12                                                       | 155                                                      |
| Pays                                                      | Azerbaïdjan                                              | –                                                        | 5                                                        | 6                                                        | –                                                        | 10                                                       | 7                                                        | 1                                                        | 1                                                        | 6                                                        | 7                                                        | 7                                                        | 8                                                        | 4                                                        | 10                                                       | 6                                                        | 1                                                        | 8                                                        |                                                          | 3                                                        | 6                                                        | 7                                                        | 103                                                      |
| Le tableau suit l'ordre de passage des pays participants. |                                                          |                                                          |                                                          |                                                          |                                                          |                                                          |                                                          |                                                          |                                                          |                                                          |                                                          |                                                          |                                                          |                                                          |                                                          |                                                          |                                                          |                                                          |                                                          |                                                          |                                                          |                                                          |                                                          |

| Détail du télévote lors de la deuxième demi–finale        | Détail du télévote lors de la deuxième demi–finale | Détail du télévote lors de la deuxième demi–finale | Détail du télévote lors de la deuxième demi–finale | Détail du télévote lors de la deuxième demi–finale | Détail du télévote lors de la deuxième demi–finale | Détail du télévote lors de la deuxième demi–finale | Détail du télévote lors de la deuxième demi–finale | Détail du télévote lors de la deuxième demi–finale | Détail du télévote lors de la deuxième demi–finale | Détail du télévote lors de la deuxième demi–finale | Détail du télévote lors de la deuxième demi–finale | Détail du télévote lors de la deuxième demi–finale | Détail du télévote lors de la deuxième demi–finale | Détail du télévote lors de la deuxième demi–finale | Détail du télévote lors de la deuxième demi–finale | Détail du télévote lors de la deuxième demi–finale | Détail du télévote lors de la deuxième demi–finale | Détail du télévote lors de la deuxième demi–finale | Détail du télévote lors de la deuxième demi–finale | Détail du télévote lors de la deuxième demi–finale | Détail du télévote lors de la deuxième demi–finale | Détail du télévote lors de la deuxième demi–finale | Détail du télévote lors de la deuxième demi–finale |
|                                                           |                                                    | Points attribués                                   | Points attribués                                   | Points attribués                                   | Points attribués                                   | Points attribués                                   | Points attribués                                   | Points attribués                                   | Points attribués                                   | Points attribués                                   | Points attribués                                   | Points attribués                                   | Points attribués                                   | Points attribués                                   | Points attribués                                   | Points attribués                                   | Points attribués                                   | Points attribués                                   | Points attribués                                   | Points attribués                                   | Points attribués                                   | Points attribués                                   | Points attribués                                   |
| --------------------------------------------------------- | -------------------------------------------------- | -------------------------------------------------- | -------------------------------------------------- | -------------------------------------------------- | -------------------------------------------------- | -------------------------------------------------- | -------------------------------------------------- | -------------------------------------------------- | -------------------------------------------------- | -------------------------------------------------- | -------------------------------------------------- | -------------------------------------------------- | -------------------------------------------------- | -------------------------------------------------- | -------------------------------------------------- | -------------------------------------------------- | -------------------------------------------------- | -------------------------------------------------- | -------------------------------------------------- | -------------------------------------------------- | -------------------------------------------------- | -------------------------------------------------- | -------------------------------------------------- |
| Drapeau de l'Arménie                                      | Drapeau de l'Irlande                               | Drapeau de la Moldavie                             | Drapeau de la Suisse                               | Drapeau de la Lettonie                             | Drapeau de la Roumanie                             | Drapeau du Danemark                                | Drapeau de la Suède                                | Drapeau de l'Autriche                              | Drapeau de la Croatie                              | Drapeau de Malte                                   | Drapeau de la Lituanie                             | Drapeau de la Russie                               | Drapeau de l'Albanie                               | Drapeau de la Norvège                              | Drapeau des Pays-Bas                               | Drapeau de la Macédoine                            | Drapeau de l'Azerbaïdjan                           | Drapeau de l'Allemagne                             | Drapeau de l'Italie                                | Drapeau du Royaume-Uni                             | Total                                              |                                                    |                                                    |
| Pays                                                      | Arménie                                            |                                                    | –                                                  | 2                                                  | –                                                  | –                                                  | –                                                  | –                                                  | –                                                  | –                                                  | –                                                  | –                                                  | –                                                  | 10                                                 | –                                                  | –                                                  | 5                                                  | 6                                                  | –                                                  | –                                                  | –                                                  | –                                                  | 23                                                 |
| Pays                                                      | Irlande                                            | –                                                  |                                                    | –                                                  | –                                                  | –                                                  | –                                                  | –                                                  | –                                                  | –                                                  | –                                                  | –                                                  | –                                                  | –                                                  | –                                                  | –                                                  | –                                                  | –                                                  | –                                                  | –                                                  | –                                                  | 3                                                  | 3                                                  |
| Pays                                                      | Moldavie                                           | 3                                                  | –                                                  |                                                    | –                                                  | –                                                  | 12                                                 | 2                                                  | –                                                  | –                                                  | –                                                  | –                                                  | –                                                  | 5                                                  | –                                                  | –                                                  | –                                                  | –                                                  | –                                                  | –                                                  | 5                                                  | –                                                  | 27                                                 |
| Pays                                                      | Suisse                                             | 8                                                  | 6                                                  | 6                                                  |                                                    | 3                                                  | 7                                                  | 6                                                  | 4                                                  | 12                                                 | 8                                                  | 12                                                 | 4                                                  | 4                                                  | 6                                                  | 7                                                  | 8                                                  | 2                                                  | 10                                                 | 12                                                 | 6                                                  | 6                                                  | 137                                                |
| Pays                                                      | Lettonie                                           | –                                                  | –                                                  | 1                                                  | –                                                  |                                                    | –                                                  | –                                                  | –                                                  | –                                                  | –                                                  | –                                                  | 12                                                 | –                                                  | –                                                  | –                                                  | –                                                  | –                                                  | –                                                  | –                                                  | –                                                  | –                                                  | 13                                                 |
| Pays                                                      | Roumanie                                           | –                                                  | 1                                                  | 12                                                 | –                                                  | –                                                  |                                                    | –                                                  | –                                                  | –                                                  | –                                                  | –                                                  | –                                                  | –                                                  | –                                                  | –                                                  | –                                                  | –                                                  | –                                                  | –                                                  | 10                                                 | 1                                                  | 24                                                 |
| Pays                                                      | Danemark                                           | 1                                                  | 2                                                  | –                                                  | 2                                                  | 5                                                  | –                                                  |                                                    | 10                                                 | 2                                                  | 1                                                  | 2                                                  | 3                                                  | –                                                  | 1                                                  | 8                                                  | 4                                                  | –                                                  | –                                                  | –                                                  | –                                                  | –                                                  | 41                                                 |
| Pays                                                      | Suède                                              | 4                                                  | 5                                                  | –                                                  | 8                                                  | 4                                                  | 1                                                  | 10                                                 |                                                    | 1                                                  | 4                                                  | 7                                                  | 5                                                  | 2                                                  | 4                                                  | 10                                                 | 10                                                 | 1                                                  | 3                                                  | 5                                                  | –                                                  | 4                                                  | 88                                                 |
| Pays                                                      | Autriche                                           | –                                                  | –                                                  | –                                                  | –                                                  | –                                                  | –                                                  | –                                                  | –                                                  |                                                    | –                                                  | –                                                  | –                                                  | –                                                  | –                                                  | –                                                  | –                                                  | –                                                  | –                                                  | –                                                  | –                                                  | –                                                  | 0                                                  |
| Pays                                                      | Croatie                                            | 2                                                  | –                                                  | –                                                  | 5                                                  | 1                                                  | –                                                  | –                                                  | 1                                                  | 8                                                  |                                                    | 1                                                  | –                                                  | 3                                                  | 3                                                  | –                                                  | –                                                  | 10                                                 | 1                                                  | 3                                                  | –                                                  | –                                                  | 38                                                 |
| Pays                                                      | Malte                                              | 7                                                  | 4                                                  | 3                                                  | –                                                  | 2                                                  | 2                                                  | 5                                                  | –                                                  | –                                                  | 2                                                  |                                                    | 1                                                  | –                                                  | –                                                  | 3                                                  | 1                                                  | 4                                                  | 6                                                  | –                                                  | 2                                                  | 8                                                  | 50                                                 |
| Pays                                                      | Lituanie                                           | –                                                  | 12                                                 | 5                                                  | 1                                                  | 10                                                 | –                                                  | 4                                                  | 7                                                  | –                                                  | –                                                  | 3                                                  |                                                    | 1                                                  | 5                                                  | 12                                                 | 2                                                  | –                                                  | 2                                                  | 1                                                  | –                                                  | 12                                                 | 77                                                 |
| Pays                                                      | Russie                                             | 12                                                 | 7                                                  | 10                                                 | 3                                                  | 12                                                 | 8                                                  | 3                                                  | 3                                                  | 4                                                  | 3                                                  | 5                                                  | 10                                                 |                                                    | 2                                                  | 4                                                  | 3                                                  | 7                                                  | 12                                                 | 7                                                  | 7                                                  | 2                                                  | 124                                                |
| Pays                                                      | Albanie                                            | –                                                  | –                                                  | –                                                  | 12                                                 | –                                                  | 3                                                  | –                                                  | 2                                                  | 3                                                  | 6                                                  | –                                                  | –                                                  | –                                                  |                                                    | 2                                                  | –                                                  | 12                                                 | 4                                                  | 2                                                  | 12                                                 | –                                                  | 58                                                 |
| Pays                                                      | Norvège                                            | 5                                                  | 10                                                 | 4                                                  | 10                                                 | 8                                                  | 5                                                  | 12                                                 | 12                                                 | 10                                                 | 10                                                 | 8                                                  | 8                                                  | 8                                                  | 12                                                 |                                                    | 12                                                 | 3                                                  | 5                                                  | 10                                                 | 8                                                  | 10                                                 | 170                                                |
| Pays                                                      | Pays-Bas                                           | 10                                                 | 8                                                  | 7                                                  | 6                                                  | 7                                                  | 6                                                  | 8                                                  | 5                                                  | 6                                                  | 7                                                  | 10                                                 | 6                                                  | 7                                                  | 10                                                 | 5                                                  |                                                    | 8                                                  | 8                                                  | 8                                                  | 3                                                  | 5                                                  | 140                                                |
| Pays                                                      | Macédoine du N.                                    | 6                                                  | –                                                  | –                                                  | 7                                                  | –                                                  | 4                                                  | 1                                                  | 6                                                  | 5                                                  | 12                                                 | 6                                                  | 2                                                  | 6                                                  | 8                                                  | 1                                                  | 6                                                  |                                                    | 7                                                  | 6                                                  | 1                                                  | –                                                  | 84                                                 |
| Pays                                                      | Azerbaïdjan                                        | –                                                  | 3                                                  | 8                                                  | 4                                                  | 6                                                  | 10                                                 | 7                                                  | 8                                                  | 7                                                  | 5                                                  | 4                                                  | 7                                                  | 12                                                 | 7                                                  | 6                                                  | 7                                                  | 5                                                  |                                                    | 4                                                  | 4                                                  | 7                                                  | 121                                                |
| Le tableau suit l'ordre de passage des pays participants. |                                                    |                                                    |                                                    |                                                    |                                                    |                                                    |                                                    |                                                    |                                                    |                                                    |                                                    |                                                    |                                                    |                                                    |                                                    |                                                    |                                                    |                                                    |                                                    |                                                    |                                                    |                                                    |                                                    |

| Deuxième demi-finale                                      | Jurys | Jurys  | Télévote | Télévote | Total | Total  |
| Deuxième demi-finale                                      | Place | Points | Place    | Points   | Place | Points |
| --------------------------------------------------------- | ----- | ------ | -------- | -------- | ----- | ------ |
| Arménie                                                   | 15e   | 26     | 15e      | 23       | 16e   | 49     |
| Irlande                                                   | 18e   | 13     | 17e      | 3        | 18e   | 16     |
| Moldavie                                                  | 8e    | 58     | 13e      | 27       | 12e   | 85     |
| Suisse                                                    | 6e    | 95     | 3e       | 137      | 4e    | 232    |
| Lettonie                                                  | 13e   | 37     | 16e      | 13       | 15e   | 50     |
| Roumanie                                                  | 10e   | 47     | 14e      | 24       | 13e   | 71     |
| Danemark                                                  | 9e    | 53     | 11e      | 41       | 10e   | 94     |
| Suède                                                     | 2e    | 150    | 6e       | 88       | 3e    | 238    |
| Autriche                                                  | 16e   | 21     | 18e      | 0        | 17e   | 21     |
| Croatie                                                   | 14e   | 26     | 12e      | 38       | 14e   | 64     |
| Malte                                                     | 4e    | 107    | 10e      | 50       | 8e    | 157    |
| Lituanie                                                  | 17e   | 16     | 8e       | 77       | 11e   | 93     |
| Russie                                                    | 7e    | 93     | 4e       | 124      | 6e    | 217    |
| Albanie                                                   | 12e   | 38     | 9e       | 58       | 9e    | 96     |
| Norvège                                                   | 11e   | 40     | 1re      | 170      | 7e    | 210    |
| Pays-Bas                                                  | 3e    | 140    | 2e       | 140      | 1re   | 280    |
| Macédoine du Nord                                         | 1re   | 155    | 7e       | 84       | 2e    | 239    |
| Azerbaïdjan                                               | 5e    | 103    | 5e       | 121      | 5e    | 224    |
| Le tableau suit l'ordre de passage des pays participants. |       |        |          |          |       |        |

#### Finale
- Premier
- Deuxième
- Troisième
- Dernier

| Détail du vote des jurys lors de la finale                                                                 | Détail du vote des jurys lors de la finale | Détail du vote des jurys lors de la finale | Détail du vote des jurys lors de la finale | Détail du vote des jurys lors de la finale | Détail du vote des jurys lors de la finale | Détail du vote des jurys lors de la finale | Détail du vote des jurys lors de la finale | Détail du vote des jurys lors de la finale | Détail du vote des jurys lors de la finale | Détail du vote des jurys lors de la finale | Détail du vote des jurys lors de la finale | Détail du vote des jurys lors de la finale | Détail du vote des jurys lors de la finale | Détail du vote des jurys lors de la finale | Détail du vote des jurys lors de la finale | Détail du vote des jurys lors de la finale | Détail du vote des jurys lors de la finale | Détail du vote des jurys lors de la finale | Détail du vote des jurys lors de la finale | Détail du vote des jurys lors de la finale | Détail du vote des jurys lors de la finale | Détail du vote des jurys lors de la finale | Détail du vote des jurys lors de la finale | Détail du vote des jurys lors de la finale | Détail du vote des jurys lors de la finale | Détail du vote des jurys lors de la finale | Détail du vote des jurys lors de la finale | Détail du vote des jurys lors de la finale | Détail du vote des jurys lors de la finale | Détail du vote des jurys lors de la finale | Détail du vote des jurys lors de la finale | Détail du vote des jurys lors de la finale | Détail du vote des jurys lors de la finale | Détail du vote des jurys lors de la finale | Détail du vote des jurys lors de la finale | Détail du vote des jurys lors de la finale | Détail du vote des jurys lors de la finale | Détail du vote des jurys lors de la finale | Détail du vote des jurys lors de la finale | Détail du vote des jurys lors de la finale | Détail du vote des jurys lors de la finale | Détail du vote des jurys lors de la finale | Détail du vote des jurys lors de la finale |
| |                                            | Points attribués                           | Points attribués                           | Points attribués                           | Points attribués                           | Points attribués                           | Points attribués                           | Points attribués                           | Points attribués                           | Points attribués                           | Points attribués                           | Points attribués                           | Points attribués                           | Points attribués                           | Points attribués                           | Points attribués                           | Points attribués                           | Points attribués                           | Points attribués                           | Points attribués                           | Points attribués                           | Points attribués                           | Points attribués                           | Points attribués                           | Points attribués                           | Points attribués                           | Points attribués                           | Points attribués                           | Points attribués                           | Points attribués                           | Points attribués                           | Points attribués                           | Points attribués                           | Points attribués                           | Points attribués                           | Points attribués                           | Points attribués                           | Points attribués                           | Points attribués                           | Points attribués                           | Points attribués                           | Points attribués                           | Points attribués                           |
| --- | ------------------------------------------ | ------------------------------------------ | ------------------------------------------ | ------------------------------------------ | ------------------------------------------ | ------------------------------------------ | ------------------------------------------ | ------------------------------------------ | ------------------------------------------ | ------------------------------------------ | ------------------------------------------ | ------------------------------------------ | ------------------------------------------ | ------------------------------------------ | ------------------------------------------ | ------------------------------------------ | ------------------------------------------ | ------------------------------------------ | ------------------------------------------ | ------------------------------------------ | ------------------------------------------ | ------------------------------------------ | ------------------------------------------ | ------------------------------------------ | ------------------------------------------ | ------------------------------------------ | ------------------------------------------ | ------------------------------------------ | ------------------------------------------ | ------------------------------------------ | ------------------------------------------ | ------------------------------------------ | ------------------------------------------ | ------------------------------------------ | ------------------------------------------ | ------------------------------------------ | ------------------------------------------ | ------------------------------------------ | ------------------------------------------ | ------------------------------------------ | ------------------------------------------ | ------------------------------------------ | ------------------------------------------ |
| Drapeau du Portugal                                                                                        | Drapeau de l'Azerbaïdjan                   | Drapeau de Malte                           | Drapeau de la Macédoine du Nord            | Drapeau de Saint-Marin                     | Drapeau des Pays-Bas                       | Drapeau du Monténégro                      | Drapeau de l'Estonie                       | Drapeau de la Pologne                      | Drapeau de la Norvège                      | Drapeau de l'Espagne                       | Drapeau de l'Autriche                      | Drapeau du Royaume-Uni                     | Drapeau de l'Italie                        | Drapeau de l'Albanie                       | Drapeau de la Hongrie                      | Drapeau de la Moldavie                     | Drapeau de l'Irlande                       | Drapeau de la Biélorussie                  | Drapeau de l'Arménie                       | Drapeau de la Roumanie                     | Drapeau de Chypre                          | Drapeau de l'Australie                     | Drapeau de la Russie                       | Drapeau de l'Allemagne                     | Drapeau de la Belgique                     | Drapeau de la Suède                        | Drapeau de la Croatie                      | Drapeau de la Lituanie                     | Drapeau de la Serbie                       | Drapeau de l'Islande                       | Drapeau de la Géorgie                      | Drapeau de la Grèce                        | Drapeau de la Lettonie                     | Drapeau de la Tchéquie                     | Drapeau du Danemark                        | Drapeau de la France                       | Drapeau de la Finlande                     | Drapeau de la Suisse                       | Drapeau de la Slovénie                     | Drapeau d’Israël                           | Total                                      |                                            |                                            |
| Pays | Malte                                      | –                                          | 10                                         |                                            | 5                                          | –                                          | 8                                          | 6                                          | –                                          | 4                                          | –                                          | –                                          | –                                          | –                                          | 8                                          | –                                          | –                                          | 1                                          | –                                          | 12                                         | 4                                          | –                                          | 3                                          | –                                          | 6                                          | 3                                          | –                                          | 2                                          | –                                          | –                                          | –                                          | –                                          | –                                          | 5                                          | 1                                          | 3                                          | –                                          | –                                          | 1                                          | –                                          | 1                                          | 4                                          | 87                                         |
| Pays | Albanie                                    | –                                          | 7                                          | 2                                          | 8                                          | 7                                          | –                                          | 8                                          | –                                          | –                                          | –                                          | –                                          | –                                          | –                                          | 1                                          |                                            | –                                          | –                                          | –                                          | –                                          | –                                          | 2                                          | 2                                          | –                                          | 3                                          | –                                          | –                                          | –                                          | –                                          | –                                          | –                                          | –                                          | –                                          | 3                                          | –                                          | –                                          | –                                          | –                                          | –                                          | –                                          | –                                          | –                                          | 43                                         |
| Pays | Rép. tchèque                               | 10                                         | –                                          | –                                          | –                                          | –                                          | 4                                          | 1                                          | 8                                          | –                                          | 12                                         | 6                                          | 3                                          | 1                                          | 4                                          | –                                          | 12                                         | 8                                          | –                                          | –                                          | 3                                          | 8                                          | –                                          | 5                                          | –                                          | –                                          | 5                                          | 1                                          | 7                                          | 7                                          | 4                                          | 6                                          | 12                                         | –                                          | 3                                          |                                            | –                                          | 3                                          | 4                                          | –                                          | 12                                         | 1                                          | 150                                        |
| Pays | Allemagne                                  | –                                          | –                                          | –                                          | –                                          | –                                          | –                                          | –                                          | –                                          | –                                          | –                                          | –                                          | –                                          | –                                          | –                                          | –                                          | –                                          | –                                          | 2                                          | –                                          | –                                          | –                                          | –                                          | 3                                          | –                                          |                                            | –                                          | –                                          | –                                          | 5                                          | –                                          | –                                          | –                                          | –                                          | –                                          | –                                          | 8                                          | –                                          | –                                          | 6                                          | –                                          | –                                          | 24                                         |
| Pays | Russie                                     | –                                          | 12                                         | 10                                         | 6                                          | 10                                         | 5                                          | 10                                         | 6                                          | –                                          | –                                          | 2                                          | –                                          | 4                                          | –                                          | 1                                          | –                                          | 5                                          | 3                                          | 1                                          | 5                                          | 6                                          | 10                                         | 4                                          |                                            | –                                          | –                                          | 3                                          | 2                                          | 1                                          | –                                          | –                                          | –                                          | 10                                         | 4                                          | –                                          | 3                                          | –                                          | –                                          | 3                                          | –                                          | –                                          | 126                                        |
| Pays | Danemark                                   | –                                          | –                                          | –                                          | –                                          | –                                          | 7                                          | 3                                          | 2                                          | 5                                          | 4                                          | –                                          | –                                          | 3                                          | 12                                         | –                                          | 6                                          | 4                                          | –                                          | –                                          | –                                          | –                                          | –                                          | –                                          | –                                          | 1                                          | 1                                          | –                                          | –                                          | –                                          | 2                                          | –                                          | 7                                          | –                                          | 7                                          | –                                          |                                            | 1                                          | –                                          | –                                          | 4                                          | –                                          | 69                                         |
| Pays | Saint-Marin                                | –                                          | –                                          | 1                                          | –                                          |                                            | –                                          | –                                          | –                                          | –                                          | –                                          | –                                          | –                                          | –                                          | –                                          | –                                          | –                                          | –                                          | –                                          | –                                          | –                                          | –                                          | –                                          | –                                          | 5                                          | –                                          | –                                          | –                                          | –                                          | –                                          | –                                          | –                                          | –                                          | 6                                          | –                                          | –                                          | –                                          | –                                          | –                                          | –                                          | –                                          | –                                          | 12                                         |
| Pays | Macédoine du N.                            | 5                                          | 8                                          | 3                                          |                                            | 1                                          | 3                                          | 7                                          | –                                          | 8                                          | 10                                         | –                                          | 12                                         | 12                                         | 10                                         | 12                                         | 10                                         | 12                                         | 5                                          | 10                                         | 10                                         | 7                                          | –                                          | 7                                          | 4                                          | 7                                          | –                                          | –                                          | 10                                         | –                                          | 12                                         | 8                                          | –                                          | 1                                          | 8                                          | 7                                          | 10                                         | 7                                          | 7                                          | 12                                         | 2                                          | –                                          | 247                                        |
| Pays | Suède                                      | 2                                          | –                                          | 5                                          | –                                          | –                                          | 12                                         | –                                          | 12                                         | –                                          | 8                                          | 12                                         | 6                                          | 10                                         | 2                                          | 6                                          | 4                                          | 2                                          | 12                                         | 2                                          | 12                                         | 1                                          | 7                                          | 12                                         | –                                          | 2                                          | –                                          |                                            | 5                                          | 8                                          | 8                                          | 12                                         | 2                                          | –                                          | 10                                         | 12                                         | 12                                         | 10                                         | 12                                         | 8                                          | 7                                          | 6                                          | 241                                        |
| Pays | Slovénie                                   | 3                                          | 4                                          | –                                          | –                                          | –                                          | –                                          | –                                          | –                                          | 10                                         | –                                          | 1                                          | –                                          | –                                          | –                                          | –                                          | –                                          | –                                          | –                                          | –                                          | –                                          | –                                          | –                                          | –                                          | –                                          | –                                          | –                                          | –                                          | –                                          | 4                                          | –                                          | –                                          | 4                                          | 4                                          | –                                          | 10                                         | –                                          | –                                          | 6                                          | –                                          |                                            | –                                          | 46                                         |
| Pays | Chypre                                     | –                                          | 3                                          | 6                                          | 1                                          | 5                                          | 1                                          | 5                                          | –                                          | –                                          | 1                                          | 5                                          | –                                          | –                                          | –                                          | 7                                          | –                                          | –                                          | –                                          | 8                                          | –                                          | –                                          |                                            | –                                          | 8                                          | –                                          | 2                                          | 7                                          | –                                          | –                                          | –                                          | –                                          | 6                                          | 12                                         | –                                          | –                                          | –                                          | –                                          | –                                          | –                                          | –                                          | –                                          | 77                                         |
| Pays | Pays-Bas                                   | 12                                         | –                                          | 7                                          | 7                                          | 3                                          |                                            | –                                          | 7                                          | –                                          | 7                                          | 8                                          | 8                                          | 6                                          | –                                          | –                                          | 1                                          | 3                                          | 8                                          | 6                                          | 6                                          | 5                                          | 5                                          | 6                                          | –                                          | 8                                          | 6                                          | 12                                         | 6                                          | 12                                         | –                                          | 7                                          | 8                                          | –                                          | 12                                         | 6                                          | 7                                          | 12                                         | 8                                          | 10                                         | 6                                          | 12                                         | 237                                        |
| Pays | Grèce                                      | –                                          | 6                                          | 4                                          | –                                          | 8                                          | –                                          | –                                          | –                                          | –                                          | –                                          | –                                          | –                                          | –                                          | –                                          | 4                                          | –                                          | –                                          | –                                          | 3                                          | –                                          | –                                          | 12                                         | –                                          | 10                                         | –                                          | 3                                          | –                                          | –                                          | –                                          | –                                          | –                                          | –                                          |                                            | –                                          | –                                          | –                                          | –                                          | –                                          | –                                          | –                                          | –                                          | 50                                         |
| Pays | Israël                                     | –                                          | –                                          | –                                          | –                                          | –                                          | –                                          | –                                          | –                                          | –                                          | –                                          | –                                          | –                                          | –                                          | –                                          | –                                          | –                                          | –                                          | –                                          | –                                          | –                                          | –                                          | –                                          | –                                          | –                                          | –                                          | –                                          | –                                          | –                                          | –                                          | –                                          | –                                          | –                                          | –                                          | –                                          | –                                          | –                                          | –                                          | –                                          | –                                          | –                                          |                                            | 0                                          |
| Pays | Norvège                                    | 4                                          | –                                          | –                                          | –                                          | –                                          | –                                          | –                                          | –                                          | 1                                          |                                            | –                                          | 1                                          | –                                          | –                                          | –                                          | –                                          | 7                                          | 6                                          | –                                          | –                                          | –                                          | –                                          | –                                          | –                                          | 5                                          | –                                          | 4                                          | –                                          | –                                          | –                                          | –                                          | –                                          | –                                          | –                                          | –                                          | 5                                          | –                                          | –                                          | 7                                          | –                                          | –                                          | 40                                         |
| Pays | Royaume-Uni                                | –                                          | –                                          | –                                          | –                                          | –                                          | –                                          | –                                          | –                                          | –                                          | 2                                          | –                                          | –                                          |                                            | –                                          | –                                          | 2                                          | –                                          | –                                          | –                                          | 2                                          | –                                          | –                                          | –                                          | –                                          | –                                          | –                                          | –                                          | –                                          | –                                          | –                                          | –                                          | 1                                          | –                                          | –                                          | –                                          | –                                          | –                                          | –                                          | 1                                          | –                                          | –                                          | 8                                          |
| Pays | Islande                                    | –                                          | –                                          | –                                          | 2                                          | 6                                          | –                                          | –                                          | –                                          | 3                                          | –                                          | –                                          | –                                          | –                                          | –                                          | –                                          | –                                          | –                                          | –                                          | –                                          | –                                          | –                                          | –                                          | 8                                          | 2                                          | –                                          | 10                                         | –                                          | –                                          | 6                                          | –                                          |                                            | –                                          | –                                          | –                                          | 4                                          | –                                          | 5                                          | –                                          | –                                          | –                                          | –                                          | 46                                         |
| Pays | Estonie                                    | –                                          | –                                          | –                                          | –                                          | –                                          | –                                          | –                                          |                                            | –                                          | –                                          | –                                          | –                                          | –                                          | 5                                          | –                                          | –                                          | –                                          | –                                          | –                                          | –                                          | –                                          | –                                          | –                                          | –                                          | –                                          | –                                          | –                                          | 1                                          | –                                          | 6                                          | –                                          | –                                          | –                                          | 5                                          | 1                                          | 2                                          | –                                          | –                                          | –                                          | –                                          | 8                                          | 28                                         |
| Pays | Biélorussie                                | –                                          | 1                                          | –                                          | –                                          | –                                          | –                                          | –                                          | 1                                          | –                                          | –                                          | –                                          | –                                          | –                                          | –                                          | –                                          | 8                                          | –                                          | –                                          |                                            | 1                                          | –                                          | –                                          | –                                          | 7                                          | –                                          | –                                          | –                                          | –                                          | –                                          | –                                          | –                                          | –                                          | –                                          | –                                          | –                                          | –                                          | –                                          | –                                          | –                                          | –                                          | –                                          | 18                                         |
| Pays | Azerbaïdjan                                | 8                                          |                                            | 8                                          | 4                                          | 4                                          | –                                          | –                                          | 5                                          | 2                                          | 5                                          | 7                                          | 4                                          | 7                                          | 7                                          | 8                                          | 5                                          | 6                                          | 7                                          | 5                                          | –                                          | 10                                         | 6                                          | 2                                          | 12                                         | –                                          | –                                          | 5                                          | –                                          | 10                                         | 3                                          | 4                                          | 10                                         | 8                                          | 6                                          | 5                                          | 4                                          | 6                                          | 2                                          | –                                          | 10                                         | 7                                          | 202                                        |
| Pays | France                                     | –                                          | –                                          | –                                          | –                                          | –                                          | –                                          | –                                          | 3                                          | 6                                          | –                                          | –                                          | 5                                          | 2                                          | 3                                          | 3                                          | –                                          | –                                          | –                                          | –                                          | –                                          | –                                          | 4                                          | 10                                         | –                                          | 4                                          | 8                                          | –                                          | 3                                          | –                                          | 1                                          | 1                                          | 5                                          | –                                          | –                                          | 2                                          | –                                          |                                            | –                                          | 2                                          | 3                                          | 2                                          | 67                                         |
| Pays | Italie                                     | 6                                          | 5                                          | 12                                         | 12                                         | 12                                         | 6                                          | 2                                          | –                                          | –                                          | 3                                          | 4                                          | 7                                          | –                                          |                                            | 5                                          | 7                                          | –                                          | 1                                          | 7                                          | 8                                          | –                                          | 8                                          | –                                          | –                                          | 12                                         | 12                                         | 8                                          | 12                                         | 3                                          | 10                                         | 3                                          | –                                          | 7                                          | 2                                          | 8                                          | 1                                          | 8                                          | 5                                          | 5                                          | 8                                          | 10                                         | 219                                        |
| Pays | Serbie                                     | –                                          | –                                          | –                                          | –                                          | –                                          | –                                          | 12                                         | 4                                          | 7                                          | –                                          | –                                          | 2                                          | –                                          | –                                          | –                                          | –                                          | –                                          | –                                          | –                                          | –                                          | 3                                          | –                                          | 1                                          | –                                          | –                                          | –                                          | –                                          | 4                                          | –                                          |                                            | 2                                          | –                                          | –                                          | –                                          | –                                          | –                                          | –                                          | –                                          | –                                          | –                                          | –                                          | 35                                         |
| Pays | Suisse                                     | 1                                          | –                                          | –                                          | 3                                          | 2                                          | 10                                         | –                                          | 10                                         | –                                          | 6                                          | 3                                          | 10                                         | 5                                          | –                                          | 10                                         | 3                                          | –                                          | 10                                         | 4                                          | 7                                          | 4                                          | 1                                          | –                                          | –                                          | 6                                          | 7                                          | 10                                         | 8                                          | –                                          | 5                                          | 5                                          | 3                                          | –                                          | –                                          | –                                          | 6                                          | 2                                          | 3                                          |                                            | 5                                          | 3                                          | 152                                        |
| Pays | Australie                                  | 7                                          | 2                                          | –                                          | 10                                         | –                                          | 2                                          | 4                                          | –                                          | 12                                         | –                                          | 10                                         | –                                          | 8                                          | 6                                          | 2                                          | –                                          | 10                                         | 4                                          | –                                          | –                                          | 12                                         | –                                          |                                            | –                                          | 10                                         | 4                                          | 6                                          | –                                          | 2                                          | 7                                          | 10                                         | –                                          | 2                                          | –                                          | –                                          | –                                          | 4                                          | 10                                         | 4                                          | –                                          | 5                                          | 153                                        |
| Pays | Espagne                                    | –                                          | –                                          | –                                          | –                                          | –                                          | –                                          | –                                          | –                                          | –                                          | –                                          |                                            | –                                          | –                                          | –                                          | –                                          | –                                          | –                                          | –                                          | –                                          | –                                          | –                                          | –                                          | –                                          | 1                                          | –                                          | –                                          | –                                          | –                                          | –                                          | –                                          | –                                          | –                                          | –                                          | –                                          | –                                          | –                                          | –                                          | –                                          | –                                          | –                                          | –                                          | 1                                          |
| Le tableau suit verticalement l'ordre de passage des pays participants et horizontalement l'ordre de vote. |                                            |                                            |                                            |                                            |                                            |                                            |                                            |                                            |                                            |                                            |                                            |                                            |                                            |                                            |                                            |                                            |                                            |                                            |                                            |                                            |                                            |                                            |                                            |                                            |                                            |                                            |                                            |                                            |                                            |                                            |                                            |                                            |                                            |                                            |                                            |                                            |                                            |                                            |                                            |                                            |                                            |                                            |                                            |

| Détail du télévote lors de la finale                                                                       | Détail du télévote lors de la finale | Détail du télévote lors de la finale | Détail du télévote lors de la finale | Détail du télévote lors de la finale | Détail du télévote lors de la finale | Détail du télévote lors de la finale | Détail du télévote lors de la finale | Détail du télévote lors de la finale | Détail du télévote lors de la finale | Détail du télévote lors de la finale | Détail du télévote lors de la finale | Détail du télévote lors de la finale | Détail du télévote lors de la finale | Détail du télévote lors de la finale | Détail du télévote lors de la finale | Détail du télévote lors de la finale | Détail du télévote lors de la finale | Détail du télévote lors de la finale | Détail du télévote lors de la finale | Détail du télévote lors de la finale | Détail du télévote lors de la finale | Détail du télévote lors de la finale | Détail du télévote lors de la finale | Détail du télévote lors de la finale | Détail du télévote lors de la finale | Détail du télévote lors de la finale | Détail du télévote lors de la finale | Détail du télévote lors de la finale | Détail du télévote lors de la finale | Détail du télévote lors de la finale | Détail du télévote lors de la finale | Détail du télévote lors de la finale | Détail du télévote lors de la finale | Détail du télévote lors de la finale | Détail du télévote lors de la finale | Détail du télévote lors de la finale | Détail du télévote lors de la finale | Détail du télévote lors de la finale | Détail du télévote lors de la finale | Détail du télévote lors de la finale | Détail du télévote lors de la finale | Détail du télévote lors de la finale | Détail du télévote lors de la finale |
| |                                      | Points attribués                     | Points attribués                     | Points attribués                     | Points attribués                     | Points attribués                     | Points attribués                     | Points attribués                     | Points attribués                     | Points attribués                     | Points attribués                     | Points attribués                     | Points attribués                     | Points attribués                     | Points attribués                     | Points attribués                     | Points attribués                     | Points attribués                     | Points attribués                     | Points attribués                     | Points attribués                     | Points attribués                     | Points attribués                     | Points attribués                     | Points attribués                     | Points attribués                     | Points attribués                     | Points attribués                     | Points attribués                     | Points attribués                     | Points attribués                     | Points attribués                     | Points attribués                     | Points attribués                     | Points attribués                     | Points attribués                     | Points attribués                     | Points attribués                     | Points attribués                     | Points attribués                     | Points attribués                     | Points attribués                     | Points attribués                     |
| --- | ------------------------------------ | ------------------------------------ | ------------------------------------ | ------------------------------------ | ------------------------------------ | ------------------------------------ | ------------------------------------ | ------------------------------------ | ------------------------------------ | ------------------------------------ | ------------------------------------ | ------------------------------------ | ------------------------------------ | ------------------------------------ | ------------------------------------ | ------------------------------------ | ------------------------------------ | ------------------------------------ | ------------------------------------ | ------------------------------------ | ------------------------------------ | ------------------------------------ | ------------------------------------ | ------------------------------------ | ------------------------------------ | ------------------------------------ | ------------------------------------ | ------------------------------------ | ------------------------------------ | ------------------------------------ | ------------------------------------ | ------------------------------------ | ------------------------------------ | ------------------------------------ | ------------------------------------ | ------------------------------------ | ------------------------------------ | ------------------------------------ | ------------------------------------ | ------------------------------------ | ------------------------------------ | ------------------------------------ | ------------------------------------ |
| Drapeau du Portugal                                                                                        | Drapeau de l'Azerbaïdjan             | Drapeau de Malte                     | Drapeau de la Macédoine du Nord      | Drapeau de Saint-Marin               | Drapeau des Pays-Bas                 | Drapeau du Monténégro                | Drapeau de l'Estonie                 | Drapeau de la Pologne                | Drapeau de la Norvège                | Drapeau de l'Espagne                 | Drapeau de l'Autriche                | Drapeau du Royaume-Uni               | Drapeau de l'Italie                  | Drapeau de l'Albanie                 | Drapeau de la Hongrie                | Drapeau de la Moldavie               | Drapeau de l'Irlande                 | Drapeau de la Biélorussie            | Drapeau de l'Arménie                 | Drapeau de la Roumanie               | Drapeau de Chypre                    | Drapeau de l'Australie               | Drapeau de la Russie                 | Drapeau de l'Allemagne               | Drapeau de la Belgique               | Drapeau de la Suède                  | Drapeau de la Croatie                | Drapeau de la Lituanie               | Drapeau de la Serbie                 | Drapeau de l'Islande                 | Drapeau de la Géorgie                | Drapeau de la Grèce                  | Drapeau de la Lettonie               | Drapeau de la Tchéquie               | Drapeau du Danemark                  | Drapeau de la France                 | Drapeau de la Finlande               | Drapeau de la Suisse                 | Drapeau de la Slovénie               | Drapeau d’Israël                     | Total                                |                                      |                                      |
| Pays | Malte                                | –                                    | 4                                    |                                      | 6                                    | –                                    | –                                    | –                                    | –                                    | –                                    | –                                    | –                                    | –                                    | –                                    | –                                    | –                                    | –                                    | –                                    | –                                    | –                                    | 6                                    | –                                    | –                                    | 4                                    | –                                    | –                                    | –                                    | –                                    | –                                    | –                                    | –                                    | –                                    | –                                    | –                                    | –                                    | –                                    | –                                    | –                                    | –                                    | –                                    | –                                    | –                                    | 20                                   |
| Pays | Albanie                              | –                                    | –                                    | –                                    | 12                                   | –                                    | –                                    | 7                                    | –                                    | –                                    | –                                    | –                                    | –                                    | –                                    | 12                                   |                                      | –                                    | –                                    | –                                    | –                                    | –                                    | –                                    | –                                    | –                                    | –                                    | –                                    | –                                    | –                                    | 1                                    | –                                    | –                                    | –                                    | –                                    | 5                                    | –                                    | –                                    | –                                    | –                                    | –                                    | 10                                   | –                                    | –                                    | 47                                   |
| Pays | Rép. tchèque                         | –                                    | –                                    | –                                    | –                                    | –                                    | –                                    | –                                    | –                                    | 1                                    | –                                    | –                                    | –                                    | –                                    | –                                    | –                                    | –                                    | 2                                    | –                                    | –                                    | –                                    | –                                    | –                                    | 2                                    | –                                    | –                                    | –                                    | –                                    | –                                    | –                                    | –                                    | 2                                    | –                                    | –                                    | –                                    |                                      | –                                    | –                                    | –                                    | –                                    | –                                    | –                                    | 7                                    |
| Pays | Allemagne                            | –                                    | –                                    | –                                    | –                                    | –                                    | –                                    | –                                    | –                                    | –                                    | –                                    | –                                    | –                                    | –                                    | –                                    | –                                    | –                                    | –                                    | –                                    | –                                    | –                                    | –                                    | –                                    | –                                    | –                                    |                                      | –                                    | –                                    | –                                    | –                                    | –                                    | –                                    | –                                    | –                                    | –                                    | –                                    | –                                    | –                                    | –                                    | –                                    | –                                    | –                                    | 0                                    |
| Pays | Russie                               | 10                                   | 12                                   | 4                                    | –                                    | 12                                   | –                                    | 10                                   | 12                                   | 3                                    | 1                                    | 2                                    | 5                                    | –                                    | 8                                    | 12                                   | 7                                    | 12                                   | 5                                    | 12                                   | 12                                   | 7                                    | 10                                   | –                                    |                                      | 8                                    | 1                                    | –                                    | –                                    | 12                                   | 8                                    | –                                    | 8                                    | 8                                    | 12                                   | 12                                   | –                                    | 3                                    | 4                                    | –                                    | –                                    | 12                                   | 244                                  |
| Pays | Danemark                             | 1                                    | –                                    | –                                    | –                                    | –                                    | 5                                    | –                                    | 6                                    | –                                    | 5                                    | –                                    | –                                    | 6                                    | 4                                    | –                                    | –                                    | –                                    | –                                    | –                                    | –                                    | –                                    | –                                    | –                                    | –                                    | 4                                    | –                                    | 7                                    | –                                    | –                                    | –                                    | 4                                    | –                                    | –                                    | –                                    | –                                    |                                      | 4                                    | –                                    | 1                                    | 3                                    | 1                                    | 51                                   |
| Pays | Saint-Marin                          | –                                    | 10                                   | –                                    | 8                                    |                                      | –                                    | 8                                    | –                                    | –                                    | –                                    | –                                    | –                                    | –                                    | –                                    | 10                                   | 6                                    | 8                                    | –                                    | 1                                    | –                                    | –                                    | –                                    | –                                    | –                                    | –                                    | –                                    | –                                    | 2                                    | –                                    | 1                                    | 1                                    | 10                                   | –                                    | –                                    | –                                    | –                                    | –                                    | –                                    | –                                    | –                                    | –                                    | 65                                   |
| Pays | Macédoine du N.                      | –                                    | 3                                    | 5                                    |                                      | –                                    | 1                                    | 6                                    | –                                    | –                                    | –                                    | –                                    | –                                    | –                                    | –                                    | 6                                    | –                                    | –                                    | –                                    | –                                    | –                                    | –                                    | –                                    | –                                    | –                                    | –                                    | –                                    | 2                                    | 7                                    | –                                    | 12                                   | –                                    | 2                                    | –                                    | –                                    | –                                    | –                                    | –                                    | –                                    | 2                                    | 12                                   | –                                    | 58                                   |
| Pays | Suède                                | –                                    | –                                    | 6                                    | –                                    | –                                    | 8                                    | –                                    | 3                                    | –                                    | 12                                   | 6                                    | –                                    | 5                                    | –                                    | –                                    | –                                    | –                                    | 2                                    | –                                    | 2                                    | –                                    | –                                    | 8                                    | –                                    | 1                                    | 2                                    |                                      | –                                    | 3                                    | –                                    | 8                                    | 6                                    | –                                    | –                                    | –                                    | 10                                   | –                                    | 7                                    | 4                                    | –                                    | –                                    | 93                                   |
| Pays | Slovénie                             | –                                    | –                                    | –                                    | 2                                    | –                                    | –                                    | 4                                    | 7                                    | 4                                    | –                                    | –                                    | 2                                    | –                                    | –                                    | –                                    | 3                                    | –                                    | –                                    | 5                                    | –                                    | –                                    | –                                    | –                                    | 6                                    | 3                                    | –                                    | –                                    | 10                                   | –                                    | 10                                   | –                                    | –                                    | –                                    | 2                                    | –                                    | –                                    | –                                    | 1                                    | –                                    |                                      | –                                    | 59                                   |
| Pays | Chypre                               | –                                    | –                                    | –                                    | –                                    | 7                                    | –                                    | –                                    | –                                    | –                                    | –                                    | –                                    | –                                    | 1                                    | –                                    | –                                    | –                                    | –                                    | –                                    | –                                    | –                                    | –                                    |                                      | –                                    | –                                    | –                                    | –                                    | –                                    | –                                    | –                                    | –                                    | –                                    | 12                                   | 12                                   | –                                    | –                                    | –                                    | –                                    | –                                    | –                                    | –                                    | –                                    | 32                                   |
| Pays | Pays-Bas                             | 8                                    | 7                                    | 10                                   | 7                                    | 6                                    |                                      | 1                                    | 8                                    | 10                                   | 8                                    | 8                                    | 7                                    | 4                                    | 5                                    | 7                                    | 8                                    | 6                                    | 8                                    | 10                                   | 10                                   | 12                                   | 6                                    | 6                                    | 5                                    | 7                                    | 12                                   | 6                                    | 4                                    | 7                                    | 3                                    | 5                                    | 5                                    | 6                                    | 5                                    | 4                                    | 7                                    | 5                                    | 5                                    | 6                                    | 5                                    | 2                                    | 261                                  |
| Pays | Grèce                                | –                                    | –                                    | –                                    | –                                    | 10                                   | –                                    | –                                    | –                                    | –                                    | –                                    | –                                    | –                                    | –                                    | –                                    | 2                                    | –                                    | –                                    | –                                    | –                                    | –                                    | –                                    | 12                                   | –                                    | –                                    | –                                    | –                                    | –                                    | –                                    | –                                    | –                                    | –                                    | –                                    |                                      | –                                    | –                                    | –                                    | –                                    | –                                    | –                                    | –                                    | –                                    | 24                                   |
| Pays | Israël                               | –                                    | –                                    | –                                    | –                                    | 1                                    | –                                    | –                                    | –                                    | –                                    | –                                    | –                                    | –                                    | –                                    | –                                    | –                                    | –                                    | 7                                    | –                                    | –                                    | –                                    | 3                                    | 5                                    | –                                    | –                                    | –                                    | –                                    | –                                    | –                                    | –                                    | –                                    | –                                    | 4                                    | –                                    | –                                    | 3                                    | –                                    | 12                                   | –                                    | –                                    | –                                    |                                      | 35                                   |
| Pays | Norvège                              | 6                                    | 1                                    | 7                                    | 5                                    | 3                                    | 12                                   | –                                    | 10                                   | 8                                    |                                      | 7                                    | 8                                    | 12                                   | 10                                   | 5                                    | 10                                   | 3                                    | 12                                   | 8                                    | 5                                    | 4                                    | 1                                    | 12                                   | 10                                   | 12                                   | 7                                    | 12                                   | 5                                    | 8                                    | 4                                    | 12                                   | –                                    | –                                    | 8                                    | 10                                   | 12                                   | 8                                    | 10                                   | 8                                    | 6                                    | 10                                   | 291                                  |
| Pays | Royaume-Uni                          | –                                    | –                                    | –                                    | –                                    | –                                    | –                                    | –                                    | –                                    | –                                    | –                                    | –                                    | –                                    |                                      | –                                    | –                                    | –                                    | –                                    | 3                                    | –                                    | –                                    | –                                    | –                                    | –                                    | –                                    | –                                    | –                                    | –                                    | –                                    | –                                    | –                                    | –                                    | –                                    | –                                    | –                                    | –                                    | –                                    | –                                    | –                                    | –                                    | –                                    | –                                    | 3                                    |
| Pays | Islande                              | 3                                    | –                                    | 1                                    | –                                    | 2                                    | 7                                    | 2                                    | 5                                    | 12                                   | 10                                   | 3                                    | 6                                    | 8                                    | 7                                    | –                                    | 12                                   | 1                                    | 6                                    | 7                                    | 3                                    | 5                                    | –                                    | 10                                   | 7                                    | 2                                    | 3                                    | 8                                    | 3                                    | 6                                    | 5                                    |                                      | 3                                    | 2                                    | 7                                    | 6                                    | 4                                    | 1                                    | 12                                   | –                                    | 7                                    | –                                    | 186                                  |
| Pays | Estonie                              | –                                    | –                                    | –                                    | –                                    | –                                    | –                                    | –                                    |                                      | –                                    | 2                                    | –                                    | –                                    | –                                    | –                                    | –                                    | –                                    | –                                    | 1                                    | –                                    | –                                    | –                                    | –                                    | –                                    | –                                    | –                                    | –                                    | 10                                   | –                                    | 4                                    | –                                    | 3                                    | –                                    | –                                    | 10                                   | 1                                    | 8                                    | –                                    | 8                                    | –                                    | 1                                    | –                                    | 48                                   |
| Pays | Biélorussie                          | –                                    | 5                                    | –                                    | –                                    | –                                    | –                                    | –                                    | –                                    | –                                    | –                                    | –                                    | –                                    | –                                    | –                                    | –                                    | –                                    | –                                    | –                                    |                                      | –                                    | –                                    | –                                    | –                                    | 8                                    | –                                    | –                                    | –                                    | –                                    | –                                    | –                                    | –                                    | –                                    | –                                    | –                                    | –                                    | –                                    | –                                    | –                                    | –                                    | –                                    | –                                    | 13                                   |
| Pays | Azerbaïdjan                          | –                                    |                                      | 2                                    | 1                                    | 4                                    | 4                                    | 3                                    | 1                                    | 2                                    | 3                                    | 1                                    | 1                                    | 3                                    | 1                                    | 3                                    | 2                                    | 10                                   | –                                    | 6                                    | –                                    | 6                                    | –                                    | 1                                    | 12                                   | –                                    | –                                    | 3                                    | –                                    | 5                                    | –                                    | –                                    | 7                                    | –                                    | 4                                    | 7                                    | 5                                    | –                                    | –                                    | –                                    | –                                    | 3                                    | 100                                  |
| Pays | France                               | 2                                    | –                                    | –                                    | –                                    | –                                    | –                                    | –                                    | –                                    | –                                    | –                                    | 4                                    | –                                    | –                                    | 2                                    | –                                    | 1                                    | –                                    | –                                    | –                                    | 4                                    | 1                                    | 3                                    | 3                                    | –                                    | –                                    | 10                                   | –                                    | –                                    | –                                    | –                                    | –                                    | –                                    | 1                                    | –                                    | –                                    | –                                    |                                      | –                                    | 3                                    | –                                    | 4                                    | 38                                   |
| Pays | Italie                               | 7                                    | 6                                    | 12                                   | 3                                    | 8                                    | 10                                   | 5                                    | –                                    | 7                                    | 7                                    | 12                                   | 10                                   | –                                    |                                      | 8                                    | 4                                    | 5                                    | 4                                    | 3                                    | 7                                    | 8                                    | 8                                    | 5                                    | 1                                    | 6                                    | 8                                    | 4                                    | 12                                   | 10                                   | 7                                    | 6                                    | 1                                    | 10                                   | 3                                    | 2                                    | 3                                    | 10                                   | 3                                    | 12                                   | 8                                    | 8                                    | 253                                  |
| Pays | Serbie                               | –                                    | –                                    | –                                    | 10                                   | –                                    | –                                    | 12                                   | –                                    | –                                    | –                                    | –                                    | 4                                    | –                                    | –                                    | –                                    | –                                    | –                                    | –                                    | –                                    | –                                    | –                                    | –                                    | –                                    | 3                                    | –                                    | –                                    | –                                    | 8                                    | –                                    |                                      | –                                    | –                                    | –                                    | –                                    | –                                    | –                                    | –                                    | –                                    | 7                                    | 10                                   | –                                    | 54                                   |
| Pays | Suisse                               | 5                                    | 8                                    | 8                                    | 4                                    | 5                                    | 6                                    | –                                    | 4                                    | 5                                    | 6                                    | 10                                   | 12                                   | 7                                    | 3                                    | 4                                    | 5                                    | 4                                    | 7                                    | 4                                    | 8                                    | 10                                   | 7                                    | 7                                    | 2                                    | 10                                   | 5                                    | 1                                    | 6                                    | 2                                    | 6                                    | 7                                    | –                                    | 7                                    | 1                                    | 5                                    | 6                                    | 2                                    | 2                                    |                                      | 4                                    | 7                                    | 212                                  |
| Pays | Australie                            | 4                                    | –                                    | 3                                    | –                                    | –                                    | 2                                    | –                                    | 2                                    | 6                                    | 4                                    | 5                                    | 3                                    | 10                                   | 6                                    | 1                                    | –                                    | –                                    | 10                                   | 2                                    | 1                                    | 2                                    | 2                                    |                                      | 4                                    | 5                                    | 4                                    | 5                                    | –                                    | 1                                    | –                                    | 10                                   | –                                    | 3                                    | 6                                    | 8                                    | 2                                    | 6                                    | 6                                    | –                                    | 2                                    | 6                                    | 131                                  |
| Pays | Espagne                              | 12                                   | 2                                    | –                                    | –                                    | –                                    | 3                                    | –                                    | –                                    | –                                    | –                                    |                                      | –                                    | 2                                    | –                                    | –                                    | –                                    | –                                    | –                                    | –                                    | –                                    | –                                    | 4                                    | –                                    | –                                    | –                                    | 6                                    | –                                    | –                                    | –                                    | 2                                    | –                                    | –                                    | 4                                    | –                                    | –                                    | 1                                    | 7                                    | –                                    | 5                                    | –                                    | 5                                    | 53                                   |
| Le tableau suit verticalement l'ordre de passage des pays participants et horizontalement l'ordre de vote. |                                      |                                      |                                      |                                      |                                      |                                      |                                      |                                      |                                      |                                      |                                      |                                      |                                      |                                      |                                      |                                      |                                      |                                      |                                      |                                      |                                      |                                      |                                      |                                      |                                      |                                      |                                      |                                      |                                      |                                      |                                      |                                      |                                      |                                      |                                      |                                      |                                      |                                      |                                      |                                      |                                      |                                      |                                      |

| Finale                                                    | Jurys | Jurys  | Télévote | Télévote | Total | Total  |
| Finale                                                    | Place | Points | Place    | Points   | Place | Points |
| --------------------------------------------------------- | ----- | ------ | -------- | -------- | ----- | ------ |
| Malte                                                     | 10e   | 87     | 22e      | 20       | 14e   | 107    |
| Albanie                                                   | 17e   | 43     | 17e      | 47       | 17e   | 90     |
| Tchéquie                                                  | 8e    | 150    | 24e      | 7        | 11e   | 157    |
| Allemagne                                                 | 21e   | 24     | 26e      | 0        | 25e   | 24     |
| Russie                                                    | 9e    | 126    | 4e       | 244      | 3e    | 370    |
| Danemark                                                  | 12e   | 69     | 15e      | 51       | 12e   | 120    |
| Saint-Marin                                               | 23e   | 12     | 10e      | 65       | 19e   | 77     |
| Macédoine du Nord                                         | 1re   | 247    | 12e      | 58       | 7e    | 305    |
| Suède                                                     | 2e    | 241    | 9e       | 93       | 5e    | 334    |
| Slovénie                                                  | 16e   | 46     | 11e      | 59       | 15e   | 105    |
| Chypre                                                    | 11e   | 77     | 20e      | 32       | 13e   | 109    |
| Pays-Bas                                                  | 3e    | 237    | 2e       | 261      | 1re   | 498    |
| Grèce                                                     | 14e   | 50     | 21e      | 24       | 21e   | 74     |
| Israël (hôte)                                             | 26e   | 0      | 19e      | 35       | 23e   | 35     |
| Norvège                                                   | 18e   | 40     | 1re      | 291      | 6e    | 331    |
| Royaume-Uni                                               | 24e   | 8      | 25e      | 3        | 26e   | 11     |
| Islande                                                   | 15e   | 46     | 6e       | 186      | 10e   | 232    |
| Estonie                                                   | 20e   | 28     | 16e      | 48       | 20e   | 76     |
| Biélorussie                                               | 22e   | 18     | 23e      | 13       | 24e   | 31     |
| Azerbaïdjan                                               | 5e    | 202    | 8e       | 100      | 8e    | 302    |
| France                                                    | 13e   | 67     | 18e      | 38       | 16e   | 105    |
| Italie                                                    | 4e    | 219    | 3e       | 253      | 2e    | 472    |
| Serbie                                                    | 19e   | 35     | 13e      | 54       | 18e   | 89     |
| Suisse                                                    | 7e    | 152    | 5e       | 212      | 4e    | 364    |
| Australie                                                 | 6e    | 153    | 7e       | 131      | 9e    | 284    |
| Espagne                                                   | 25e   | 1      | 14e      | 53       | 22e   | 54     |
| Le tableau suit l'ordre de passage des pays participants. |       |        |          |          |       |        |

### Prix Marcel-Bezençon
Les prix Marcel-Bezençon sont remis pour la première fois durant le Concours Eurovision de la chanson 2002 à Tallinn en Estonie pour honorer les meilleures chansons en compétition lors de la finale. Fondés par Christer Björkman (représentant de la Suède lors de l'Eurovision 1992 et producteur des concours 2013 et 2016) et Richard Herrey (membre des Herreys et vainqueur suédois du concours 1984), les prix portent le nom du créateur de la compétition annuelle, Marcel Bezençon. Remis tous les ans, ils sont répartis en trois catégories : le prix de la presse attribué par les médias accrédités à la meilleure chanson, le prix de la meilleure performance artistique attribué au meilleur artiste par les commentateurs du concours et, enfin, le prix de la meilleure composition attribué par les auteurs-compositeurs participants aux meilleurs compositeurs de la soirée. En 2019, les candidats récompensés sont :
| Catégories                                  | Pays      | Interprète(s)      | Chanson      | Compositeurs                                      |
| ------------------------------------------- | --------- | ------------------ | ------------ | ------------------------------------------------- |
| Prix de la meilleure performance artistique | Australie | Kate Miller-Heidke | Zero Gravity | Kate Miller-Heidke, Keir Nuttall, Julian Hamilton |
| Prix de la meilleure composition            | Italie    | Mahmood            | Soldi        | Mahmood, Dario "Dardust" Faini, Charlie Charles   |
| Prix de la presse                           | Pays-Bas  | Duncan Laurence    | Arcade       | Duncan Laurence, Joel Sjöö, Wouter Hardy          |

## Incidents et controverses

### Demandes religieuses
Le 14 mai 2018, Yaakov Litzman, leader du parti ultra-orthodoxe Judaïsme unifié de la Torah et ministre de la santé israélien envoie une lettre aux ministres du tourisme, de la communication et de la culture et des sports dans laquelle il demande que l'événement respecte les règles religieuses. Il écrit : 

« Au nom des centaines de milliers de citoyens juifs de toutes les populations et communautés pour qui l'observation du shabbat est chère à leur cœur, je vous appelle, à ce stade précoce, avant que la production et tous les autres détails de l'événement aient commencé, à être strict [afin d'assurer] que cette affaire ne viole pas la sainteté du shabbat et à travailler tous les jours pour empêcher la profanation du shabbat, Dieu nous en garde, comme la loi et le statu quo le demandent. »

 Selon la loi religieuse juive, le shabbat est observé à partir du vendredi soir avant le coucher du soleil jusqu'au samedi soir. Si la diffusion de la finale, qui commencera à 22 h (heure locale), n'est pas affectée par le shabbat, les répétitions ayant lieu le vendredi soir et toute la journée du samedi le sont. Le président du comité de l'Eurovision de l'UER, Frank-Dieter Freiling, indique être pleinement conscient des tensions et avoir des plans pour y remédier lors de ses communications avec le diffuseur israélien.

### Appels au boycott
La tenue du concours en Israël a causé un vent de protestation à travers l'Europe. De nombreuses personnalités, partis politiques et associations appellent, dans différents pays participants, à un boycott en raison de la politique d'Israël envers les Palestiniens en Cisjordanie et à Gaza.
En Australie, des membres du parti des Verts australiens ont appelé au boycott.
En Irlande, le maire de Dublin, Mícheál Mac Donncha, interdit d'entrer en Israël en raison de son soutien au mouvement Boycott, désinvestissement et sanctions (BDS), déclare que le pays doit se retirer du concours en raison de son déroulement en Israël. Lynn Boylan, femme politique du Sinn Féin, appelle au boycott via Twitter : « Israël gagne l'Eurovision, alors rendons le BDS plus prospère que jamais en 2019 ». Une autre membre du Sinn Féin, Órla Nic Biorna, exprime également son mécontentement. Enfin, le vainqueur irlandais de l'Eurovision de 1994, Charlie McGettigan, appelle également RTÉ à boycotter l'événement en déclarant: « Nous ne sommes pas d'accord pour célébrer ce Concours alors que des milliers de personnes meurent là-bas ». Le 21 juin 2018, le Tánaiste Simon Coveney déclare qu'il ne croyait pas qu'un boycott fera avancer la cause palestinienne, et rejette l'idée de l'Irlande boycottant l'Eurovision 2019 pour ces motifs.
En Islande, à la suite de la victoire israélienne à l'Eurovision 2018, une pétition demandant le boycott de l'édition 2019 par l'Islande a été signée par plus de 23 000 personnes, dont le chanteur Daði Freyr — qui avait déjà participé à la sélection islandaise. Ce dernier tweete par ailleurs « Nous ne pouvons imaginer participer à la joie qu'est l'Eurovision pendant que l'État israélien use d'une terrible violence contre le peuple palestinien ». À la suite de cette pétition, il est annoncé le 17 mai 2018 que le diffuseur islandais envisage de se retirer du concours. Finalement, le pays ne se retirera pas.
En Suède, le Parti de gauche suggère que l'Eurovision 2019 ne devrait pas avoir lieu en Israël, déclarant : « Il est absolument déraisonnable qu'Israël accueille ce gigantesque Concours musical alors que l'occupation est en cours, nous voulons qu'Israël soit exclu de l'Eurovision pour des raisons humanitaires. Nous ne pouvons pas continuer à nous amuser, à chanter tant que la persécution du peuple palestinien continue. Boycottez Israël maintenant ! » Une tribune du journal Aftonbladet, publiée le 2 avril 2019, appelant à boycotter l'Eurovision et les échanges culturels avec Israël est également signée par 171 professionnels de la culture en Suède.
Au Royaume-Uni, les Libéraux-démocrates demandent au pays de boycotter l'événement, affirmant que leur participation impliquerait le soutien de « violations scandaleuses des droits de l'Homme ».
De plus, en septembre 2018, 140 artistes de renommée internationale signent une tribune appelant à boycotter l'événement. Parmi les signataires de cet appel, lancé en soutien aux artistes palestiniens, on relève entre autres les noms de Roger Waters, Ken Loach, Mike Leigh, Aki Kaurismäki, Yann Martel, Alia Shawkat, Jacques Tardi, Alain Guiraudie et Elli Medeiros. Selon les signataires, « Tant que les Palestiniens ne pourront pas jouir de la liberté, de la justice et de l'égalité des droits, il ne devrait pas y avoir d'affaire avec l'État qui leur refuse leurs droits fondamentaux,. »
Par la suite, plusieurs sélections télévisées sont perturbées par des manifestants soutenant le groupe BDS et appelant au boycott. En France notamment, des militants de BDS France perturbent en direct la deuxième demi-finale ainsi que la finale de Destination Eurovision sous les huées du public en brandissant des pancartes avec différents slogans tels que « Pas d'Eurovision 2019 en Israël » ou encore « Free Palestine » (en français « Libérez la Palestine »),. Les sélections en Allemagne et au Danemark sont également la cible de manifestations se déroulant à l'extérieur des lieux de tournage et appelant au boycott. Par la suite, l'UER envoie une lettre aux différents diffuseurs participants, leur conseillant certaines précautions à prendre afin d'éviter d'autres perturbations similaires.
À la fin du mois d'avril 2019, plus d'une centaine de célébrités, incluant Stephen Fry et Sharon Osbourne, signent un communiqué appelant à un boycott de l'Eurovision en Israël.
Finalement, malgré ces appels au boycott, aucun pays ne s'est retiré dans cette optique.

### Retrait tardif de l'Ukraine
Deux jours après avoir remporté la finale de l'émission de sélection Vidbir le 23 février 2019, la chanteuse Maruv révèle dans un message posté sur Facebook les détails du contrat du diffuseur ukrainien UA:PBC pour assurer sa participation à l'Eurovision. Ce contrat stipule entre autres que la chanteuse ne doit pas parler aux journalistes sans l'accord de la chaîne, ce que Maruv qualifie dans sa publication de « violation à la liberté d'expression et aux droits de l'Homme », ou encore qu'elle doit annuler ses concerts prévus en Russie. En effet, la chanteuse a souvent été critiquée à cause de ses nombreux concerts en Russie, pays en guerre avec l'Ukraine, ce qui lui a même valu une question de la jurée Jamala lors de la finale de Vidbir. Jamala lui a ainsi demandé si elle pensait que la Crimée appartenait à l'Ukraine, question à laquelle Maruv a répondu par l'affirmative.
La candidate qualifie ce contrat d'« absurde », se plaignant également de « ne rien recevoir en retour de [la chaîne], pas un sou de soutien financier, ni d'aide à l'organisation d'un voyage, ni, surtout, de soutien promotionnel international. Je dois même m'occuper moi-même d'un visa. » Cependant, elle affirme ne vouloir représenter aucun autre pays que l'Ukraine, malgré des propositions lui ayant été faites par trois pays différents. En cas de manquement à ces obligations, la chanteuse se verra recevoir une amende de 2 MUAH, soit environ 65 400 €,.
Le 25 février 2019, il est annoncé que Maruv ne représentera pas son pays lors du concours 2019. En effet, après des négociations de plus de 5 heures, UA:PBC et la chanteuse ne sont pas parvenus à un accord. Dans un communiqué, le diffuseur ukrainien justifie ce désaccord, expliquant que « le radiodiffuseur participant doit s'assurer du caractère apolitique de la compétition. La situation actuelle autour des élections nationales de cette année présente des signes de politisation. » Le diffuseur prétend également « per[cevoir] dans cette situation le danger d'une montée de la division de la société ukrainienne, ce qui est contraire aux objectifs de la Public Broadcasting Company. »,.
La chanteuse réagit quant à elle à cette annonce et justifie son refus de signer le contrat dans une seconde publication Facebook. Elle explique que le problème ne venait pas de l'annulation de concerts en Russie, mais d'autres clauses du contrat qui « feraient d'elle une esclave » si elle venait à les signer. Elle ne se dit « pas prête à [s]e produire avec des slogans, faisant de mon spectacle au concours une promotion de nos politiciens. Je suis musicienne, pas outil dans le jeu politique »,.
Finalement, le 27 février 2019, il est annoncé que l'Ukraine se retire du concours pour cette année, faute de candidats. En effet, le diffuseur a proposé à Freedom Jazz et Kazka, artistes arrivés respectivement en 2e et 3e position de l'émission Vidbir 2019 de participer, mais ceux-ci ont refusé,.

### Controverse sur la vente des tickets
Le prix des tickets pour l'Eurovision suscite de nombreuses critiques, à la fois en Israël et dans d'autres pays. Le journal The Times of Israel qualifie ces prix de « probablement les plus chers pour l'Eurovision ». Ces prix très élevés s'expliquent notamment par le haut coût de la vie en Israël et par l'absence de subventions de la part du gouvernement pour la production de l'événement. Bien que la salle puisse accueillir 10 000 personnes, seulement 7 300 places sont disponibles en raison de la taille de la scène, de l'équipement technique et des dispositifs de sécurité. De ces 7 300 places, 3 000 sont réservées  par l'UER, n'en laissant que 4 300 pour les fans. De ce fait, la demande excède largement l'offre,.
Le 3 mars 2019, les ventes de tickets sont interrompues en raison d'irrégularités repérées par le comité de supervision du diffuseur KAN. Certains médias israéliens rapportent ensuite que des tickets sont revendus illégalement pour à un prix 2,5 fois supérieur au prix d'origine, après quoi Guilad Erdan, ministre israélien de la Sécurité intérieure, demande une enquête.
Le 14 mars 2019, la vente de tickets reprend. Selon KAN, 220 tickets achetés illégalement sont invalidés et remis en vente lors de cette deuxième vente.

### Multiples problèmes techniques

#### Cyberattaque pendant la première demi-finale
Lors de la première demi-finale, KAN subit une cyberattaque ayant touché les diffusions accessibles. Les pirates ont pu brièvement diffuser des messages anti-Israël, tels que « Israël n'est pas sûr, vous verrez » et « Risque d'attaque de missile, abritez-vous ». KAN diffuse par la suite un communiqué indiquant que « Le problème a été résolu rapidement, et il semble que pendant la première demi-finale un site a été attaqué pendant quelques minutes, et nous croyons que les messages n'ont pas été vus par beaucoup de personnes ».

#### Problèmes techniques pendant la première demi-finale
Plusieurs diffuseurs à travers l'Europe rapportent différents problèmes techniques pendant la première demi-finale. Aux Pays-Bas ainsi qu'en Macédoine du Nord, la liaison avec les commentateurs est parfois perdue. Le diffuseur polonais TVP doit pour sa part remplacer son commentateur Artur Orzech, basé à Tel Aviv, par un commentateur basé à Varsovie, les spectateurs ne pouvant en effet pas entendre le commentaire d'Orzech. En Allemagne ainsi qu'au Royaume-Uni, certaines parties de la diffusion sont perdues. Ainsi, au Royaume-Uni, le programme est coupé lorsque le récapitulatif des participants de la demi-finale commençait et est remplacé par le message « We are sorry for the break in this programme and are trying to correct the fault. » (en français « Nous sommes désolés pour l'interruption de ce programme et nous essayons de corriger le problème. »). Enfin, en France, des problèmes audio sont constatés lors des prestations portugaise et belge.

#### Prestation de KEiiNO lors de la finale des jurys
Le 17 mai 2019, lors de la finale du jury — la deuxième répétition générale, ayant lieu la veille du direct télévisé —, deux problèmes techniques ont lieu pendant la prestation de la Norvège. Tout d'abord, l'écran devient entièrement noir, puis, quand l'image revient, un cadreur est présent sur l'image. Le diffuseur norvégien NRK dépose une plainte à l'UER et demande un nouveau passage, qui lui est refusé,.

### Multiples problèmes de votes

#### Renvoi du jury biélorusse et vote erroné en finale
Le 18 mai 2019, l'UER confirme que le jury biélorusse a été renvoyé de la finale et que leur vote ne sera pas pris en compte dans le résultat. Cette décision est prise après qu'un des jurés a révélé, lors d'une interview, les différents votes du jury, allant à l'encontre du règlement du concours qui indique que les résultats des demi-finales ne doivent pas être divulgués avant la fin de la finale. L'UER déclare également que le vote du jury biélorusse sera remplacé par un résultat créé en agrégeant les votes d'autres pays.
Lors de la finale, la Biélorussie donne ses 12 points à Israël, faisant de la Biélorussie le seul pays à leur donner des points de jury. Dès le 19 mai 2019, il est rapporté que le vote du jury biélorusse serait formé en agrégeant les votes des jurys provenant des pays dans le même lot lors du tirage au sort des demi-finales, à savoir l'Arménie, l'Azerbaïdjan, la Géorgie et la Russie. Cependant, il apparaît alors que les points donnés par la Biélorussie correspondent au classement inverse : Israël est placé dernier dans l'agrégat des votes, tandis que l'Estonie, qui a reçu 10 points de la Biélorussie, est placée 25e. Les dix dernières places de cet agrégat coïncident ainsi exactement avec les points donnés par la Biélorussie. Si les points avaient été donnés correctement, Malte aurait reçu 12 points et la Macédoine du Nord 10 points, ce qui lui aurait permis de remporter le vote des jurys devant la Suède,. Après ces révélations, Viktor Drobysh, producteur de la chanson biélorusse, annonce qu'il poursuivra l'UER en justice, persuadé que cet incident portera dommage aux relations entre la Biélorussie et la Russie, la première n'ayant accordé aucun point à la seconde,.
Finalement, le 22 mai 2019, l'UER admet avoir commis une erreur et confirme que les résultats agrégés remplaçant le jury biélorusse ont bel et bien été inversés lors de la diffusion télévisée. Les résultats sont rectifiés et les tableaux des scores officiels également.

#### Télévote italien en demi-finale
Le 26 mai 2019, le diffuseur italien Rai publie les résultats complets du télévote italien, indiquant les pourcentages de votes reçus pour chaque pays. Une erreur est alors mise en évidence quant aux résultats de la deuxième demi-finale : les résultats publiés par le diffuseur ne correspondent pas aux points attribués par le télévote du pays. Par exemple, selon les résultats publiés par Rai, la Russie est arrivée 3e et aurait donc dû recevoir 8 points. Or selon les résultats officiels du concours, la Russie est classée 4e du télévote italien et n'a donc reçu que 7 points. Par ailleurs, selon les résultats publiés par Rai, la Lituanie aurait dû recevoir un point, ce qui lui aurait permis de se qualifier aux dépens du Danemark. Selon un officiel du diffuseur italien, les résultats publiés par Rai sont bien corrects.
Le lendemain de cette découverte, le diffuseur lituanien LRT demande formellement à l'UER de clarifier la situation, déclarant, :

« Nous, en tant que diffuseur, avons souffert sur le plan moral et dans notre classement d'une faute professionnelle, et nous avons peut-être de quoi faire reconnaître cette erreur. L'auteur et l'interprète peuvent réclamer une compensation financière importante : quand une chanson est interprétée devant un public si large, la récompense de l'auteur pour la jouer deux fois est bien plus grande que lorsqu'elle n'est interprétée qu'une fois. »

Jurijus Veklenko, représentant lituanien, déclare pour sa part « J'ai fait tout ce que j'ai pu mais ce qui est arrivé est arrivé. Ceux qui étaient en finale étaient méritants et je ne vois pas l'intérêt de les priver de leur place dans le classement sans raison »,.
Le 30 mai 2019, l'UER assure que les résultats de la deuxième demi-finale sont corrects, y compris le télévote italien, indiquant que ceux publiés par le diffuseur Rai ne le sont pas. Elle précise également que les résultats ont été vérifiés le soir du direct et qu'aucune modification des résultats n'aura lieu,.

#### Votes inversés de jurés individuels
Après la publication des votes détaillés des jurys, il apparaît que plusieurs jurés semblent avoir voté à l'envers pendant les demi-finales.
En effet, durant la première demi-finale, la jurée tchèque Jitka Zelenková classe le Portugal en premier, la Slovénie en dernier et l'Estonie en 14e. Ce vote est alors en opposition directe avec le vote des quatre autres jurés tchèques, qui classent tous la Slovénie première et dont deux d'entre eux classent le Portugal dernier. Le classement de Jitka Zelenková change ensuite complètement lors de la finale, classant l'Estonie à la 4e place et la Slovénie à la 6e, suggérant un possible vote inversé en demi-finale. Si cela s'avérait, alors la Pologne se serait alors qualifiée à la place de la Biélorussie. Ni Jitka Zelenková, ni le diffuseur tchèque ČT, ni l'UER n'ont commenté.
Similairement, la jurée suédoise Lina Hedlund semble avoir également voté à l'envers, lors de la deuxième demi-finale. En effet, lors de celle-ci, Lina Hedlund place les Pays-Bas et la Suisse respectivement dernier et avant-dernier lors de la demi-finale, avant de les classer premier et deuxième lors de la finale. De plus, en demi-finale, Lina Hedlund classe ainsi l'Autriche comme étant sa chanson préférée, permettant à l'Autriche de recevoir 8 points du jury suédois. Ni Lina Hedlund, ni le diffuseur suédois SVT, ni l'UER n'ont commenté,.
Enfin, le juré russe Igor Gulyaev pourrait également avoir voté à l'envers. En effet, lors de la deuxième demi-finale, il classe le Danemark premier et l'Azerbaïdjan et l'Albanie à ses deux dernières places. Lors de la finale, son classement est totalement opposé, classant l'Azerbaïdjan et l'Albanie aux deux premières places et le Danemark 25e. Un tel changement aurait directement affecté les résultats et permis à la Lituanie de se qualifier aux dépens du Danemark. Ni Igor Gulyaev, ni diffuseur russe Rossiya 1 ni l'UER n'ont commenté,.

### Manifestations politiques
L'organisation de l'Eurovision par Israël engendre de nombreuses protestations en raison de l'occupation de la Palestine par Israël. Deux manifestations politiques notables ont lieu pendant la finale. Tout d'abord, entre ses prestations de Like a Prayer et Future, Madonna interprète un monologue pendant lequel elle fait allusion à « [la tempête] en nous » et déclare « ils pensent que nous ne sommes pas conscients de leurs crimes. Nous le savons, mais nous ne sommes juste pas prêts à agir », ce qui est interprété comme une référence au conflit. Pendant la prestation de Future, deux danseurs portant respectivement les drapeaux israélien et palestinien sur le dos de leurs costumes sont filmés mains jointes en signe d'unité pendant que Quavo chantait les vers « Not everyone is coming to the future/Not everyone is learning from the past. » (en français « Tout le monde ne viendra pas dans le futur/Tout le monde n'apprend pas du passé. »).
Un peu plus tard, lors de l'annonce des résultats du télévote, le groupe islandais Hatari brandit des banderoles avec le drapeau palestinien lors de l'annonce de ses points. La foule israélienne les hue longuement. Le groupe a déjà reçu un avertissement de la part de l'UER en raison de ses déclarations politiques et d'un déplacement à Hébron en Cisjordanie alors que le concours a débuté. Après cet événement, l'UER déclare que « les conséquences de cette action seront discutées par le Groupe de Référence ». Le groupe Hatari annonce par la suite une collaboration avec l'artiste palestinien Bashar Murad. Le 20 septembre 2019, le diffuseur islandais RÚV annonce, par communiqué, avoir été sanctionné par l'UER : le diffuseur doit payer une amende s'élevant à 5 000 €. RÚV indique dans ce même communiqué être « insatisfait du traitement du cas et de l'issue proposée », indiquant avoir pris toutes les mesures nécessaires pour respecter le règlement. Selon RÚV, « un diffuseur participant ne peut jamais complètement empêcher les artistes de faire ou dire des choses qui violeraient le règlement ».

### Prestation de Madonna
Madonna, invitée vedette de cette édition, se produit à l'entracte de la finale. Sa prestation décevra cependant nombre de fans et de spectateurs et provoque une vague de moqueries sur les réseaux sociaux, la chanteuse ayant chanté faux pendant une grande partie de son interprétation de Like a Prayer. Certains qualifient alors le moment de « massacre » et de « carnage ». La chanteuse a recours, pour sa deuxième prestation, à de l'auto-tune, générant un commentaire de la porte-parole néerlandaise, Emma Wortelboer, qui déclare en direct « I'm so thankful for tonight, and for Madonna's autotune » (en français : « Je suis tellement reconnaissante pour ce soir, et pour l'auto-tune de Madonna »). La chanteuse publie par la suite les vidéos de ses prestations sur sa chaîne YouTube. La prestation de Like a Prayer est cependant corrigée pour effacer les fausses notes. Ceci ne passe pas inaperçu et suscite de nouvelles réactions chez les internautes,.

## Retransmission du concours
L'Eurovision est diffusé dans quarante-six pays : les quarante et un participants ainsi que cinq supplémentaires non-participants. Il est également diffusé en direct sur la plateforme YouTube. Les tableaux suivants récapitulent les différents diffuseurs, à la fois dans les pays participants et non-participants.

### Dans les pays participants
| Pays              | Diffuseur et commentateur(s)                                                  | Diffuseur et commentateur(s)                    | Diffuseur et commentateur(s)                          | Porte-parole                | Réf.    |
| Pays              | Première demi-finale                                                          | Deuxième demi-finale                            | Finale                                                | Porte-parole                | Réf.    |
| ----------------- | ----------------------------------------------------------------------------- | ----------------------------------------------- | ----------------------------------------------------- | --------------------------- | ------- |
| Albanie           | RTSH                                                                          | RTSH                                            | RTSH                                                  | Andri Xhahu                 | [ 141 ] |
| Albanie           | Andri Xhahu                                                                   |                                                 |                                                       | Andri Xhahu                 | [ 141 ] |
| Allemagne         | One                                                                           | One                                             | Das Erste                                             | Barbara Schöneberger        | [ 142 ] |
| Allemagne         | Peter Urban                                                                   |                                                 |                                                       | Barbara Schöneberger        | [ 142 ] |
| Arménie           | Arménie 1                                                                     | Arménie 1                                       | Arménie 1                                             | Aram Mp3                    | [ 143 ] |
| Arménie           | Aram Mp3 et Avet Barseghyan                                                   |                                                 |                                                       | Aram Mp3                    | [ 143 ] |
| Australie         | SBS                                                                           | SBS                                             | SBS                                                   | Electric Fields             | [ 144 ] |
| Australie         | Myf Warhurst et Joel Creasey                                                  |                                                 |                                                       | Electric Fields             | [ 144 ] |
| Autriche          | ORF 1                                                                         | ORF 1                                           | ORF 1                                                 | Philipp Hansa               | [ 145 ] |
| Autriche          | Andi Knoll                                                                    |                                                 |                                                       | Philipp Hansa               | [ 145 ] |
| Azerbaïdjan       | İTV                                                                           | İTV                                             | İTV                                                   | Faiq Agayev                 | [ 146 ] |
| Azerbaïdjan       | Murad Arif                                                                    |                                                 |                                                       | Faiq Agayev                 | [ 146 ] |
| Belgique          | (fr) La Une                                                                   | (fr) La Une                                     | (fr) La Une                                           | David Jeanmotte             | [ 147 ] |
| Belgique          | Maureen Louys et Jean-Louis Lahaye                                            |                                                 |                                                       | David Jeanmotte             | [ 147 ] |
| Belgique          | (nl) Één                                                                      | (nl) Één                                        | (nl) Één                                              | David Jeanmotte             | [ 148 ] |
| Belgique          | Peter van de Veire                                                            |                                                 |                                                       | David Jeanmotte             | [ 148 ] |
| Biélorussie       | Belarus 1, Belarus 24                                                         | Belarus 1, Belarus 24                           | Belarus 1, Belarus 24                                 | Maria Vasilevich            | [ 149 ] |
| Biélorussie       | Evgeny Perlin                                                                 |                                                 |                                                       | Maria Vasilevich            | [ 149 ] |
| Chypre            | CyBC                                                                          | CyBC                                            | CyBC                                                  | Hovig                       | [ 150 ] |
| Chypre            | Evrydíki et Tasos Trifonos                                                    |                                                 |                                                       | Hovig                       | [ 150 ] |
| Croatie           | HRT 1, HRT 2                                                                  | HRT 1, HRT 2                                    | HRT 1, HRT 2                                          | Monika Lelas Halambeck      | ,       |
| Croatie           | Duško Ćurlić                                                                  |                                                 |                                                       | Monika Lelas Halambeck      | ,       |
| Danemark          | DR1                                                                           | DR1                                             | DR1                                                   | Rasmussen                   | [ 153 ] |
| Danemark          | Ole Tøpholm                                                                   |                                                 |                                                       | Rasmussen                   | [ 153 ] |
| Espagne           | La 2                                                                          | La 2                                            | La 1                                                  | Nieves Álvarez              | [ 154 ] |
| Espagne           | Tony Aguilar et Julia Varela                                                  |                                                 |                                                       | Nieves Álvarez              | [ 154 ] |
| Estonie           | (et) ETV                                                                      | (et) ETV                                        | (et) ETV                                              | Kelly Sildaru               | [ 155 ] |
| Estonie           | Marko Reikop                                                                  |                                                 |                                                       | Kelly Sildaru               | [ 155 ] |
| Estonie           | (ru) ETV+                                                                     | (ru) ETV+                                       | (ru) ETV+                                             | Kelly Sildaru               | [ 156 ] |
| Estonie           | Aleksandr Hobotov et Julia Kalenda                                            |                                                 |                                                       | Kelly Sildaru               | [ 156 ] |
| Finlande          | (fi) Yle Radio Suomi                                                          | (fi) Yle Radio Suomi                            | (fi) Yle Radio Suomi                                  | Christoffer Strandberg      | [ 157 ] |
| Finlande          | Sanna Pirkkalainen et Toni Laaksonen                                          |                                                 |                                                       | Christoffer Strandberg      | [ 157 ] |
| Finlande          | Yle TV2                                                                       |                                                 |                                                       | Christoffer Strandberg      | [ 157 ] |
| Finlande          | (fi) Mikko Silvennoinen et Krista Siegfrids (sv) Eva Frantz et Johan Lindroos |                                                 |                                                       | Christoffer Strandberg      | [ 157 ] |
| France            | France 4                                                                      | France 4                                        | France 2                                              | Julia Molkhou               | [ 158 ] |
| France            | André Manoukian et Sandy Heribert                                             | André Manoukian et Sandy Heribert               | Stéphane Bern, André Manoukian et Sandy Heribert      | Julia Molkhou               | [ 158 ] |
| Géorgie           | Pirveli Arkhi                                                                 | Pirveli Arkhi                                   | Pirveli Arkhi                                         | Gaga Abashidze              | ,       |
| Géorgie           | Helen Kalandadze et Gaga Abashidze                                            | Helen Kalandadze et Gaga Abashidze              | Helen Kalandadze, Gaga Abashidze et Nodiko Tatishvili | Gaga Abashidze              | ,       |
| Grèce             | ERT1, ERT HD, ERT World, ERA 2, Voice of Greece                               | ERT1, ERT HD, ERT World, ERA 2, Voice of Greece | ERT1, ERT HD, ERT World, ERA 2, Voice of Greece       | Gus G.                      | [ 161 ] |
| Grèce             | Yórgos Kapoutzídis et Maria Kozakou                                           |                                                 |                                                       | Gus G.                      | [ 161 ] |
| Hongrie           | Duna                                                                          | Duna                                            | Duna                                                  | Bence Forró                 | [ 162 ] |
| Hongrie           | Bogi Dallos et Freddie                                                        |                                                 |                                                       | Bence Forró                 | [ 162 ] |
| Irlande           | RTÉ Two                                                                       | RTÉ Two                                         | RTÉ One                                               | Sinéad Kennedy              | [ 163 ] |
| Irlande           | Marty Whelan                                                                  |                                                 |                                                       | Sinéad Kennedy              | [ 163 ] |
| Islande           | RÚV                                                                           | RÚV                                             | RÚV                                                   | Jóhannes Haukur Jóhannesson | [ 164 ] |
| Islande           | Gísli Marteinn Baldursson                                                     |                                                 |                                                       | Jóhannes Haukur Jóhannesson | [ 164 ] |
| Israël            | Kan 11                                                                        | Kan 11                                          | Kan 11                                                | Izhar Cohen                 | [ 165 ] |
| Israël            | Sharon Taicher et Eran Zarachowicz                                            |                                                 |                                                       | Izhar Cohen                 | [ 165 ] |
| Italie            | Rai 4                                                                         | Rai 4                                           | Rai 1                                                 | Ema Stokholma               | [ 166 ] |
| Italie            | Federico Russo et Ema Stokholma                                               | Federico Russo et Ema Stokholma                 | Federico Russo et Flavio Insinna                      | Ema Stokholma               | [ 166 ] |
| Lettonie          | LTV1                                                                          | LTV1                                            | LTV1                                                  | Laura Rizzotto              | ,       |
| Lettonie          | Toms Grēviņš et Ketija Šēnberga                                               |                                                 |                                                       | Laura Rizzotto              | ,       |
| Lituanie          | LRT Televizija, LRT Radijas                                                   | LRT Televizija, LRT Radijas                     | LRT Televizija, LRT Radijas                           | Andrius Mamontovas          | [ 169 ] |
| Lituanie          | Darius Užkuraitis                                                             |                                                 |                                                       | Andrius Mamontovas          | [ 169 ] |
| Macédoine du Nord | MRT 1, MRT Sat                                                                | MRT 1, MRT Sat                                  | MRT 1, MRT Sat                                        | Nikola Trajkovski           | [ 170 ] |
| Macédoine du Nord | Toni Cifrovski                                                                |                                                 |                                                       | Nikola Trajkovski           | [ 170 ] |
| Malte             | TVM                                                                           | TVM                                             | TVM                                                   | Ben Camille                 | [ 171 ] |
| Malte             | Pas de commentaire                                                            |                                                 |                                                       | Ben Camille                 | [ 171 ] |
| Moldavie          | Moldova 1                                                                     | Moldova 1                                       | Moldova 1                                             | Doina Stimpovschi           | [ 172 ] |
| Moldavie          | Inconnu                                                                       |                                                 |                                                       | Doina Stimpovschi           | [ 172 ] |
| Monténégro        | TVCG 1                                                                        | TVCG 1                                          | TVCG 1                                                | Ajda Šufta                  | [ 173 ] |
| Monténégro        | Dražen Bauković et Tijana Mišković                                            |                                                 |                                                       | Ajda Šufta                  | [ 173 ] |
| Norvège           | NRK1                                                                          | NRK1                                            | NRK1                                                  | Alexander Rybak             | [ 174 ] |
| Norvège           | Olav Viksmo-Slettan                                                           |                                                 |                                                       | Alexander Rybak             | [ 174 ] |
| Norvège           | Non diffusées                                                                 | Non diffusées                                   | NRK P1                                                | Alexander Rybak             | [ 175 ] |
| Norvège           | Non diffusées                                                                 | Non diffusées                                   | Ole Christian Øen                                     | Alexander Rybak             | [ 175 ] |
| Norvège           | Non diffusées                                                                 | Non diffusées                                   | NRK3                                                  | Alexander Rybak             | [ 176 ] |
| Norvège           | Non diffusées                                                                 | Non diffusées                                   | Ronny Brede Aase, Silje Nordnes et Markus Neby        | Alexander Rybak             | [ 176 ] |
| Pays-Bas          | NPO 1                                                                         | NPO 1                                           | NPO 1                                                 | Emma Wortelboer             | [ 177 ] |
| Pays-Bas          | Jan Smit et Cornald Maas                                                      |                                                 |                                                       | Emma Wortelboer             | [ 177 ] |
| Pologne           | TVP 1, TVP Polonia                                                            | TVP 1, TVP Polonia                              | TVP 1, TVP Polonia                                    | Mateusz Szymkowiak          | [ 178 ] |
| Pologne           | Artur Orzech                                                                  |                                                 |                                                       | Mateusz Szymkowiak          | [ 178 ] |
| Portugal          | RTP1, RTP Internacional                                                       | RTP1, RTP Internacional                         | RTP1, RTP Internacional                               | Inês Lopes Gonçalves        | [ 179 ] |
| Portugal          | Nuno Galopim et José Carlos Malato                                            |                                                 |                                                       | Inês Lopes Gonçalves        | [ 179 ] |
| Tchéquie          | ČT2                                                                           | ČT2                                             | ČT1                                                   | Radka Rosická               | [ 180 ] |
| Tchéquie          | Libor Bouček                                                                  |                                                 |                                                       | Radka Rosická               | [ 180 ] |
| Roumanie          | TVR1, TVR HD, TVRi                                                            | TVR1, TVR HD, TVRi                              | TVR1, TVR HD, TVRi                                    | Ilinca                      | [ 181 ] |
| Roumanie          | Bogdan Stănescu et Liana Stanciu                                              |                                                 |                                                       | Ilinca                      | [ 181 ] |
| Royaume-Uni       | BBC Four                                                                      | BBC Four                                        | BBC One                                               | Rylan Clark                 | [ 182 ] |
| Royaume-Uni       | Scott Mills et Rylan Clark                                                    | Scott Mills et Rylan Clark                      | Graham Norton                                         | Rylan Clark                 | [ 182 ] |
| Royaume-Uni       | Non diffusées                                                                 | Non diffusées                                   | BBC Radio 2                                           | Rylan Clark                 | [ 183 ] |
| Royaume-Uni       | Non diffusées                                                                 | Non diffusées                                   | Ken Bruce                                             | Rylan Clark                 | [ 183 ] |
| Russie            | Rossiya 1, Rossiya HD                                                         | Rossiya 1, Rossiya HD                           | Rossiya 1, Rossiya HD                                 | Ivan Bessonov               | [ 184 ] |
| Russie            | Dmitry Guberniev                                                              |                                                 |                                                       | Ivan Bessonov               | [ 184 ] |
| Saint-Marin       | San Marino RTV                                                                | San Marino RTV                                  | San Marino RTV                                        | Monica Fabbri               | [ 185 ] |
| Saint-Marin       | Lia Fiorio et Gigi Restivo                                                    |                                                 |                                                       | Monica Fabbri               | [ 185 ] |
| Serbie            | RTS1, RTS HD, RTS Svet                                                        | RTS1, RTS HD, RTS Svet                          | RTS1, RTS HD, RTS Svet                                | Dragana Kosjerina           | [ 186 ] |
| Serbie            | Duška Vučinić                                                                 | Tamara Petković et Katarina Epštajn             | Duška Vučinić                                         | Dragana Kosjerina           | [ 186 ] |
| Serbie            | Non diffusées                                                                 | Non diffusées                                   | Radio Belgrade 1                                      | Dragana Kosjerina           | [ 186 ] |
| Serbie            | Non diffusées                                                                 | Non diffusées                                   | Nikoleta Dojčinović et Katarina Epštajn               | Dragana Kosjerina           | [ 186 ] |
| Slovénie          | RTV SLO2                                                                      | RTV SLO2                                        | RTV SLO1                                              | Lea Sirk                    | [ 187 ] |
| Slovénie          | Andrej Hofer                                                                  |                                                 |                                                       | Lea Sirk                    | [ 187 ] |
| Suède             | SVT1                                                                          | SVT1                                            | SVT1                                                  | Eric Saade                  | [ 188 ] |
| Suède             | Charlotte Perrelli et Edward af Sillén                                        |                                                 |                                                       | Eric Saade                  | [ 188 ] |
| Suède             | SR P4                                                                         | SR P4                                           | SR P4                                                 | Eric Saade                  | [ 189 ] |
| Suède             | Carolina Norén et Björn Kjellman                                              |                                                 |                                                       | Eric Saade                  | [ 189 ] |
| Suisse            | (de) SRF Info                                                                 | (de) SRF zwei                                   | (de) SRF 1                                            | Sinplus                     | [ 190 ] |
| Suisse            | Sven Epiney                                                                   |                                                 |                                                       | Sinplus                     | [ 190 ] |
| Suisse            | (fr) RTS Deux                                                                 | (fr) RTS Deux                                   | (fr) RTS Un                                           | Sinplus                     | [ 191 ] |
| Suisse            | Jean-Marc Richard et Nicolas Tanner                                           | Jean-Marc Richard et Nicolas Tanner             | Jean-Marc Richard, Nicolas Tanner et Bastian Baker    | Sinplus                     | [ 191 ] |
| Suisse            | Non diffusée                                                                  | (it) RSI La 2                                   | (it) RSI La 1                                         | Sinplus                     | [ 192 ] |
| Suisse            | Non diffusée                                                                  | Clarissa Tami                                   | Clarissa Tami et Sebalter                             | Sinplus                     | [ 192 ] |

### Dans les autres pays
| Pays       | Diffuseur et commentateur(s)    | Diffuseur et commentateur(s) | Diffuseur et commentateur(s) | Réf.    |
| Pays       | Première demi-finale            | Deuxième demi-finale         | Finale                       | Réf.    |
| ---------- | ------------------------------- | ---------------------------- | ---------------------------- | ------- |
| Canada     | Omni Television                 | Omni Television              | Omni Television              | [ 193 ] |
| Canada     | Pas de commentaire              |                              |                              | [ 193 ] |
| Kosovo     | RTK                             | RTK                          | RTK                          | [ 194 ] |
| Kosovo     | Agron Krasniqi et Alma Bektashi |                              |                              | [ 194 ] |
| Kazakhstan | Khabar TV                       | Khabar TV                    | Khabar TV                    | [ 195 ] |
| Kazakhstan | Inconnu                         |                              |                              | [ 195 ] |
| Slovaquie  | Non diffusées                   | Non diffusées                | Rádio FM                     | [ 196 ] |
| Slovaquie  | Non diffusées                   | Non diffusées                | Inconnu                      | [ 196 ] |
| Ukraine    | UA:Pershyi                      | UA:Pershyi                   | UA:Pershyi                   | [ 197 ] |
| Ukraine    | Timur Miroshnychenko            |                              |                              | [ 197 ] |
| Ukraine    | STB                             |                              |                              | [ 197 ] |
| Ukraine    | Serhiy Prytula                  |                              |                              | [ 197 ] |

### Diffusions accessibles en Israël
Tomer Levi, diplômé du programme de leadership Edmond de Rothschild et étudiant à l'université Ben Gourion du Néguev, conclut un accord avec le diffuseur israélien KAN afin de créer trois diffusions supplémentaires du concours qui le rendront accessible au plus grand nombre possible de spectateurs israéliens. Ces trois diffusions sont rendues disponibles sur la chaîne YouTube du diffuseur ainsi que sur son site Internet. Elles ont lieu en direct pendant la diffusion de chaque demi-finale et de la finale et sont à l'intention des personnes sourdes, atteintes de handicap cognitif, et atteintes de cécité.

#### Diffusion en langues des signes
Une première diffusion inclut une traduction en langue des signes israélienne, assurée par le collectif Sign Now, dirigé par Tomer Levi,,. De plus, une diffusion contenant des sous-titres en hébreu des titres des chansons ainsi que des entractes est diffusée sur la chaîne Kan Education. Les chansons elles-mêmes ne sont, suivant le règlement de l'Eurovision, pas sous-titrées mais sont entièrement traduites en langue des signes par les interprètes Lee Dan, Shirit Cohen-Koka, Maor Ben Zeev, Ella Okhotin et Shiri Ofir, du collectif Sign Now.

#### Diffusion en langue simplifiée
Une diffusion spécialement préparée pour les personnes atteintes de handicap cognitif est préparée par KAN en collaboration avec Shira Yalon-Chamovitz, présidente de l'Institut Israélien pour l'Accessibilité Cognitive. Cette diffusion implique une traduction simultanée dans un langage simple. Dans une interview, Shira Yalon-Chamovitz explique : « Nous traduisons en temps réel en termes simples. Dans ce cas, pour l'Eurovision, nous traduirons l'anglais parlé en un hébreu simple et compréhensible ».

#### Diffusion en audiodescription
Pour les personnes atteintes de cécité, une diffusion en audiodescription est créée. Ainsi, toutes les actions ayant lieu sur scène sont décrites en temps réel et en détail, en hébreu, pour les personnes ne pouvant pas voir le spectacle.

### Audiences
En 2019, le concours atteint 182 000 000 de téléspectateurs, soit une baisse de 4 000 000 par rapport à l'édition 2018, pour une audience moyenne de 36,7 %.
Le tableau ci-dessous résume les audiences de la finale dans différents pays diffuseurs :
| Pays                          | Part d'audience | Téléspectateurs | Ref     |
| ----------------------------- | --------------- | --------------- | ------- |
| Allemagne                     | 34,3 %          | 8 080 000       | [ 203 ] |
| Australie                     | NC              | 412 000         | [ 204 ] |
| Autriche                      | 41 %            | 627 000         | [ 205 ] |
| Belgique Communauté flamande  | 46,8 %          | 710 486         | [ 206 ] |
| Belgique Communauté française | 25,1 %          | 249 596         | [ 206 ] |
| Chypre                        | 69,3 %          | 180 020         | [ 207 ] |
| Croatie                       | 7,2 %           | 280 940         | [ 208 ] |
| Danemark                      | NC              | 1 095 000       | [ 209 ] |
| Espagne                       | 36,7 %          | 5 449 000       | [ 210 ] |
| Estonie                       | 16,7 %          | 201 000         | [ 211 ] |
| Finlande                      | NC              | 538 000         | [ 212 ] |
| France                        | 30,2 %          | 4 790 000       | [ 213 ] |
| Grèce                         | 50,4 %          | 1 863 000       | [ 214 ] |
| Hongrie                       | NC              | 145 000         | [ 215 ] |
| Irlande                       | 28 %            | 284 700         | [ 216 ] |
| Islande                       | 98,4 %          | NC              | [ 139 ] |
| Israël                        | 63,2 %          | 1 300 000       | [ 139 ] |
| Italie                        | 19,72 %         | 3 539 000       | [ 217 ] |
| Norvège                       | 81 %            | 1 247 000       | [ 218 ] |
| Pays-Bas                      | 73,4 %          | 4 500 000       | [ 139 ] |
| Pologne                       | 11,47 %         | 1 051 000       | [ 219 ] |
| Tchéquie                      | NC              | 284 600         | [ 220 ] |
| Roumanie                      | 3,3 %           | 147 000         | [ 221 ] |
| Royaume-Uni                   | 41,7 %          | 6 900 000       | [ 222 ] |
| Slovénie                      | 47 %            | 276 400         | [ 223 ] |
| Suède                         | NC              | 2 566 000       | [ 224 ] |
| Suisse Suisse alémanique      | 49,4 %          | 660 000         | [ 225 ] |
| YouTube                       | -               | 40 000 000      | [ 139 ] |

### Vidéo à la demande
Le Concours a été rendu disponible sur la plateforme Netflix aux États-Unis en juillet 2019.